# ファイインゲン・アン・デア・エンツ

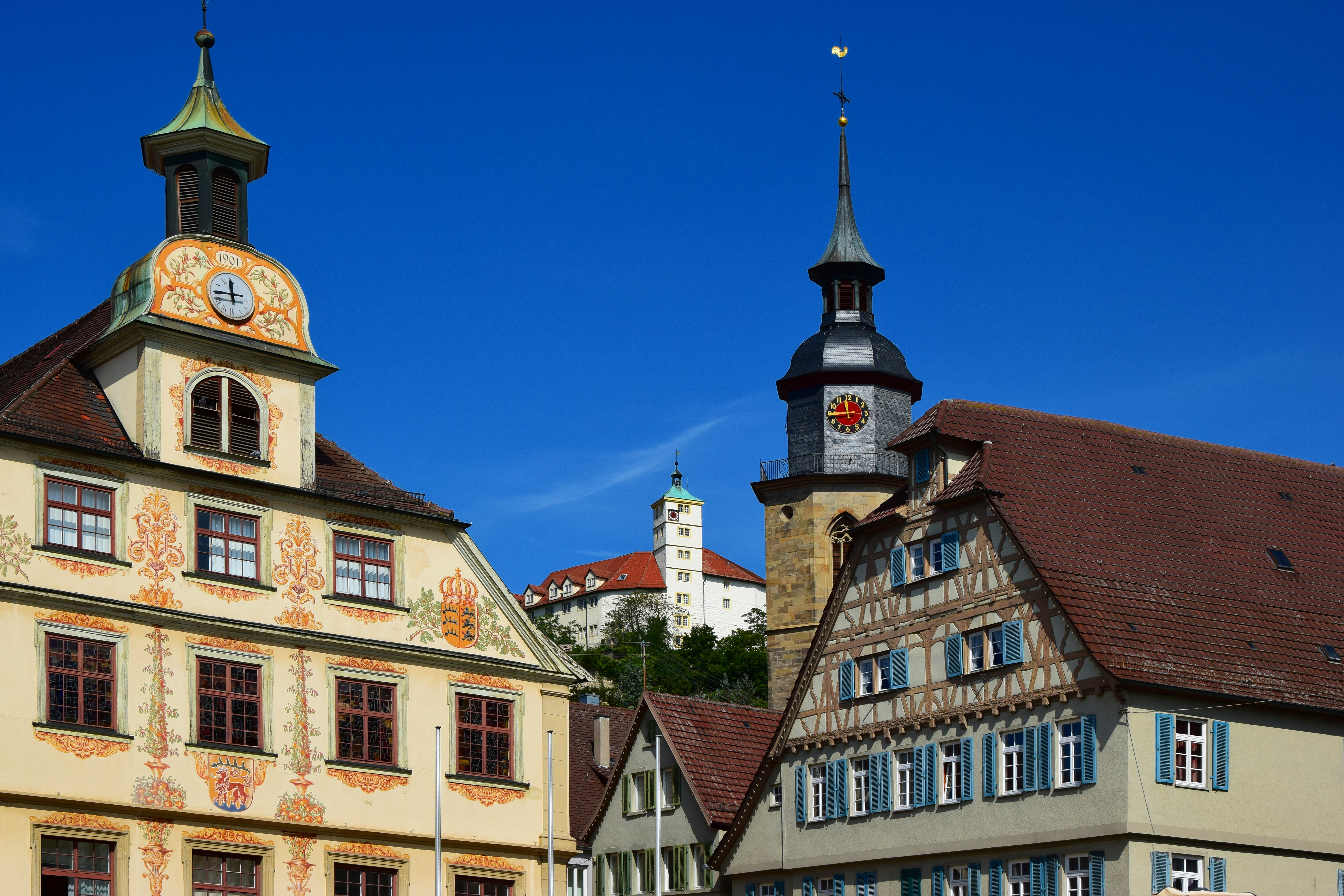
町の中心部。左は市庁舎、中央の丘の上にカルテンシュタイン城、右の塔が市教会の塔

ファイインゲン・アン・デア・エンツ (ドイツ語: Vaihingen an der Enz, ドイツ語発音: [ˈfa‿iɪŋən an deːɐ̯ ɛnt‿s]) は、ドイツ連邦共和国バーデン＝ヴュルテンベルク州シュトゥットガルト行政管区のルートヴィヒスブルク郡に属す市である。本市は、シュトゥットガルトの北西約 24 km、プフォルツハイムの東 20 km の、エンツ川沿いに位置している。本市は、シュトゥットガルト地域（1992年まではミットレラー・ネッカー地域）およびシュトゥットガルト大都市圏に含まれる。本市は、ルートヴィヒスブルク、ビーティヒハイム＝ビシンゲン、コルンヴェストハイムに次ぐ、郡内で4番目に大きな都市であり、周辺市町村の中級中心都市となっている。1973年1月1日からファイインゲン・アン・デア・エンツは大規模郡都市となっている。

## 地理

### 位置
ファイインゲンは、ネッカー盆地西端、エンツ川の谷の、シュトローゴイ辺縁部高度 200 - 450 m に位置している。内市街は、エンツ川東岸にあり、高台にカルテンシュタイン城がそびえている。
ファイインゲンは、「草地と森とブドウの中の街」と称している。この「ブドウとワインの国際都市」では、ブドウ作りが営まれ、ワイン文化が根付いている。

### 隣接する市町村
ファイインゲンは、北はザクセンハイム、東はゼルスハイム、オーバーリークシンゲンおよびマルクグレーニンゲン、南はエーバーディンゲンと境を接している。これらの市町村はファイインゲンと同じルートヴィヒスブルク郡に属している。西はエンツ郡に属すミュールアッカーおよびイリンゲンと接している。

### 市の構成
ファイインゲン・アン・デア・エンツ市は、以下の9つの市区からなる（かっこ内は2014年8月現在の人口）: アウリヒ (1,630人)、エンジンゲン (2,456人)、エンツヴァイインゲン (3,895人)、グリュンデルバッハ (1,177人)、ホルハイム (2,568人)、クライングラットバッハ (4,690人)、リート (954人)、ロスヴァーク (1,184人)、ファイインゲン・アン・デア・エンツ（10,246人、中核市区）。市区の境界は、かつて同名の独立した市町村だった頃の市町村境と同一である。市区の公式な名称は、市名を前に置いてハイフンで市区名を記述する。9つの市区は同時に、バーデン＝ヴュルテンベルク州市町村法が定めるヴォーンベツィルク（居住区）を形成しており、ファイインゲン・アン・デア・エンツ市区を除いてバーデン＝ヴュルテンベルク州市町村法が定めるオルトシャフト（地区）でもある。各地区はその代表者として地区長と固有の地区議会を有している。

### 地区計画
ファイインゲンは、シュトゥットガルトを上級中心とするシュトゥットガルト地域内の中級中心を形成している。ファイインゲンを中級中心とする地域には、オーバーリークシンゲン、エーバーディンゲン、ゼルスハイムが含まれる。ファイインゲン・アン・デア・エンツ市はこれら市町村と行政共同体を形成している。

### 土地利用
| 土地用途別面積     | 面積 (km2) | 占有率 |
| ------------------ | ---------- | ------ |
| 住宅地および空き地 | 4.02       | 5.5 %  |
| 産業用地           | 1.76       | 2.4 %  |
| レジャー用地       | 0.90       | 1.2 %  |
| 交通用地           | 5.65       | 7.7 %  |
| 農業用地           | 41.44      | 56.5 % |
| 森林               | 16.15      | 22.0 % |
| 水域               | 0.98       | 1.3 %  |
| その他の用地       | 2.50       | 3.4 %  |
| 合計               | 73.40      |        |

州統計局の2018年現在のデータによる。

## 歴史

### 中世末まで
ファイへインゲン周辺地域への入植は、新石器時代初期から行われたことが判っている。過去の発掘で、大きな入植地と数多くの線帯文土器文化の遺物が発見されている。
3世紀頃に、ローマ人が支配していたネッカー盆地にアレマン人が襲来し、現在の集落の多くを建設した。500年頃にファイインゲン周辺はフランク領となり、キリスト教化され、シュパイアー司教区に併合された。750年頃にカールマンによって行われたガウの伯創設により、ファイインゲンはエンツガウに編入され、伯領の主邑に発展していった。これに伴い、宗教改革までファイインゲンの「教会主」はシュパイアー司教区三位一体助祭長区ファイインゲン参事会であった。
最初の文献記録は、779年にグリューニンゲンおよびホーホドルフ・アン・デア・エンツとともに、フランケンのエンツガウの伯クニベルトがフルダ修道院に宛てた寄進状に遺されている。しかし、ここに記述されているのがファイインゲン・アン・デア・エンツであるか、シュヴィーバーディンゲン近郊の中世後期に放棄されたフェーインゲンであるかは明らかでない。リート市区は、812年にロルシュ文書に記録されている。
1230年頃、ファイインゲン伯ゴットフリート（在位: 1189年 - 1234年）が、1096年に記録が遺るファイインゲン城（現在のカルテンシュタイン城）とペータース教会近郊の村落と間にファイインゲン市を建設した。ファイインゲンは1252年の文書に「都市」と明記されている。ベルライン・フォン・エーゼルベルクの単独相続人であったアグネスとの結婚により、ファイインゲン伯コンラート2世は、シュトロムベルク周辺を夫婦財産剰余共同制における「剰余」として登録し、家族の廟所があるレーヒェンツホーフェン修道院の守護代官権を獲得した。この遺産に含まれていたエーゼルベルク城は後に伯の居館となった。
1291年の大火の後、ファイインゲン伯は所領の大部分を売却した。ファイインゲン市と城は、バーデン辺境伯を経て、1334年にエッティンゲン伯に、1339年にヴュルテンベルク伯に譲渡された。ファイインゲンはヴュルテンベルクのアムト都市に、1758年にはオーバーアムト都市になった。

### 近世

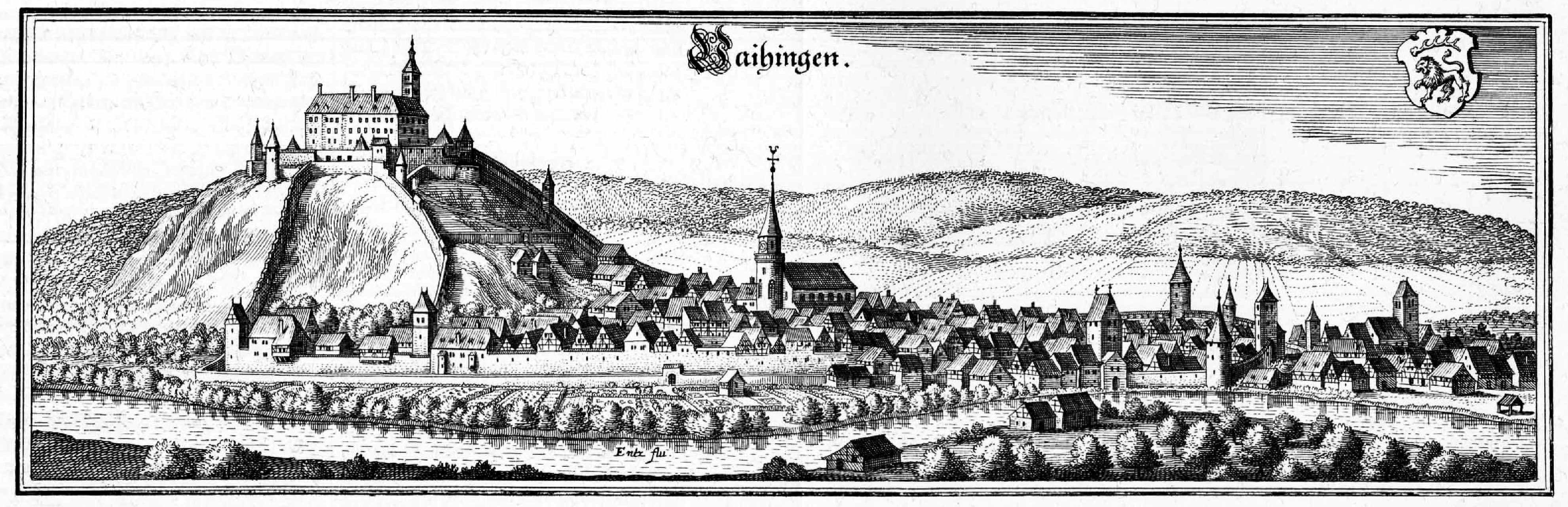
1643年に出版されたマテウス・メーリアンの銅版画に描かれたファイインゲン

皇帝カール5世の下、ヴュルテンベルク公ウルリヒは1519年に領国から追放された。新たに領邦の主となったのは皇帝カール5世であった。ヴュルテンベルクは弟フェルディナントに譲渡された。ウルリヒ公は、福音主義諸侯の援助を得て1534年に領邦に戻り、宗教改革を断行した。ファイインゲンは、教区監督官の所在地となった。シュマルカルデン戦争（1546年 - 1547年）でファイインゲンは、1547年にスペイン軍に占領された。
1617年の大火でハイルブロナー通りとシュトゥットガルター通りとの間の街区が焼失した。その1年後には、市庁舎裏の市教会を含む街区が新たな火災の犠牲となった。
三十年戦争（1618年 - 1648年）は、ファイインゲンにも困窮と苦悩をもたらした。プロテスタントとカトリックの軍勢が代わる代わるファイインゲンに宿営した。略奪と徴発により耕作や商業は機能しなくなり、飢餓が訪れた。1635年にはペストが流行し、人口は大幅に減少した。追放されたプロテスタント住民が流入したにもかかわらず、戦前の人口1500人から1600人に戻るまでには長い時間を要した。プファルツ継承戦争（1688年 - 1697年）でファイインゲンは、1692年にフランス軍による略奪を受け、1693年にはほぼ完全に焼き払われた。市壁内で火災を免れたのはわずか20棟程度であった。市教会は1697年に再建された。
1720年に市庁舎が再建された。スペイン継承戦争（1701年 - 1714年）、七年戦争（1756年 - 1763年）、対仏大同盟戦争（1792年 - 1815年）で、軍隊が街を行軍し、あるいは宿営した。1784年に大火で30棟が消失した。

### 19世紀

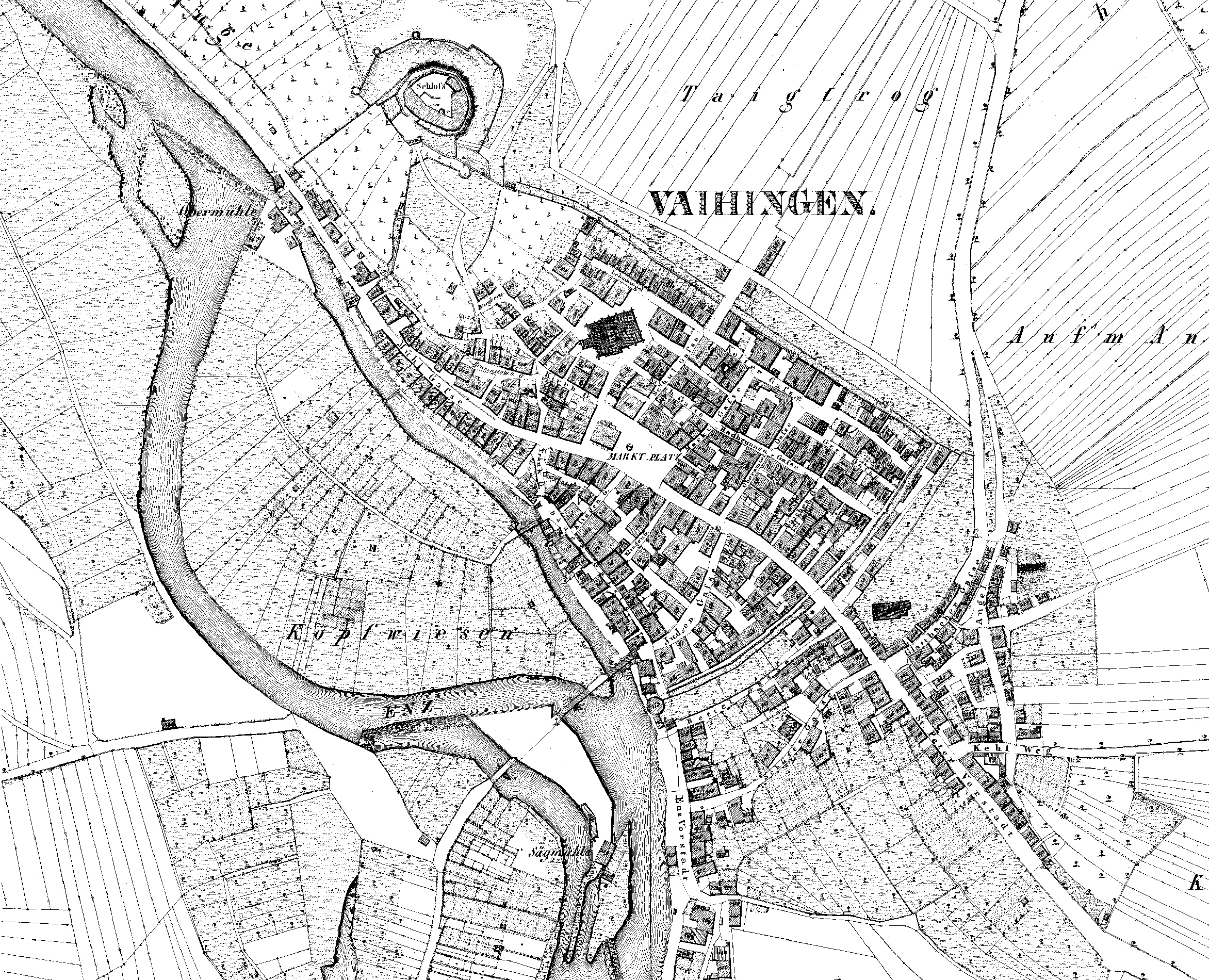
1832年のファイインゲン地図

1806年にヴュルテンベルク王国が建国された10年後、ドイツ解放戦争終戦の1年後にあたる1816年の「夏のない年」に凶作と動物の疫病によって、飢餓が引き起こされた。その後やっと経済復興が徐々になされた。街は手狭になった。1829年に街の北東に新しい門が設けられ、北側にフォアシュタット（市壁外の街）が成立した。1848年の革命の結果経済危機が生じ、凶作とインフレーションが起こった。これが多くの移住者を生じる原因となった。
1853年にヴュルテンベルク西部線シュトゥットガルト - ブルッフザールが開通した。しかし最寄り駅である「ファイインゲン＝ゼルスハイム」は街から 3 km 離れていた。工業化の時代には特に、街の中心にヴュルテンベルクの鉄道網に接続する駅がないことはネガティブな要因であった。このことが企業と住民の流出を招いた。

### 20世紀
ファイインゲン・シュタットバーンの開通によって、ファイインゲンはやっと近代的な交通網に接続した。

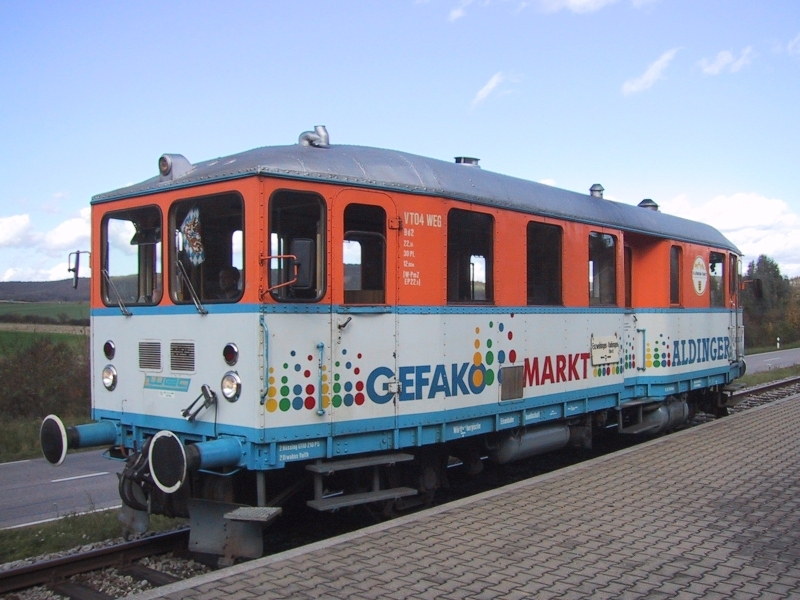
ファイインゲン・シュタットバーンの車両

ナチ時代のヴュルテンベルクの行政改革によって、1938年にマウルブロン郡とファイインゲン郡 (Kreis Vaihingen) が合併し、新たなファイインゲン郡 (Landkreis Vaihingen) が成立した。ファイインゲンは新しい郡の郡庁所在地となった。1944年7月、グラットバッハタールにファイインゲン強制収容所が建設された。これは、公式にはナッツヴァイラー＝シュトルトホーフ強制収容所の外部収容所の位置づけであった。ここには何百人もが収容された。特にゲットー・ラドムからのポーランド系ユダヤ人が絶望的な条件下で強制労働に就かされた。1944年11月からこの収容所は、ナッツヴァイラーのライン右岸外部収容所の「疾病者・療養収容所」として利用された。実際には1日33人の死者を出す殺害収容所であった。ファイインゲンとエンジンゲンとの間にある強制収容所墓地には、1から1488の番号が記された記念石が置かれ、死者を表している。カルテンシュタイン城の矯正施設には、ここでの生活に順応できない人々や犯罪者や政治犯として捕らえられた600人が収監された。城館の外壁沿いの記念碑には、27人のポーランド人、チェコ人、ドイツ人犠牲者の名前が記されている。1945年4月8日にフランス軍が侵攻し、ファイインゲンでの第二次世界大戦は終結した。
第二次世界大戦後、ファイインゲンは戦後アメリカ管理地区となり、新設されたヴュルテンベルク＝バーデン州に属すこととなった。この州から1952年に現在のバーデン＝ヴュルテンベルク州が形成された。市議会および郡議会選挙がなされ、1946年、基本法制定権限を有するヴュルテンベルク＝バーデン州州議会から戦後体制の構築が始まった。
1969年7月25日、航空緩衝地帯でカナダ空軍の2機のF-104戦闘機が衝突した。パイロット1名は墜落によって死亡したが、もう1名は射出座席で助かった。1機の燃料タンクがミュールハウゼン （ミュールアッカー）の民家の屋根を突き破った。救助しようとした2名が爆発によって重傷を負った。
1970年代の地域再編によりファイインゲン・アン・デア・エンツ市の人口は2万人レベルを超えた。市当局はこれを承けて大規模郡都市への昇格を申請し、バーデン＝ヴュルテンベルク州当局は1973年1月1日にこれを発効させた。地域再編と同時に郡の再編が行われ、ファイインゲン郡が廃止された。ファイインゲン・アン・デア・エンツ市を含むファイインゲン郡の東部はルートヴィヒスブルク郡に、西部は新設されたエンツ郡に編入された。

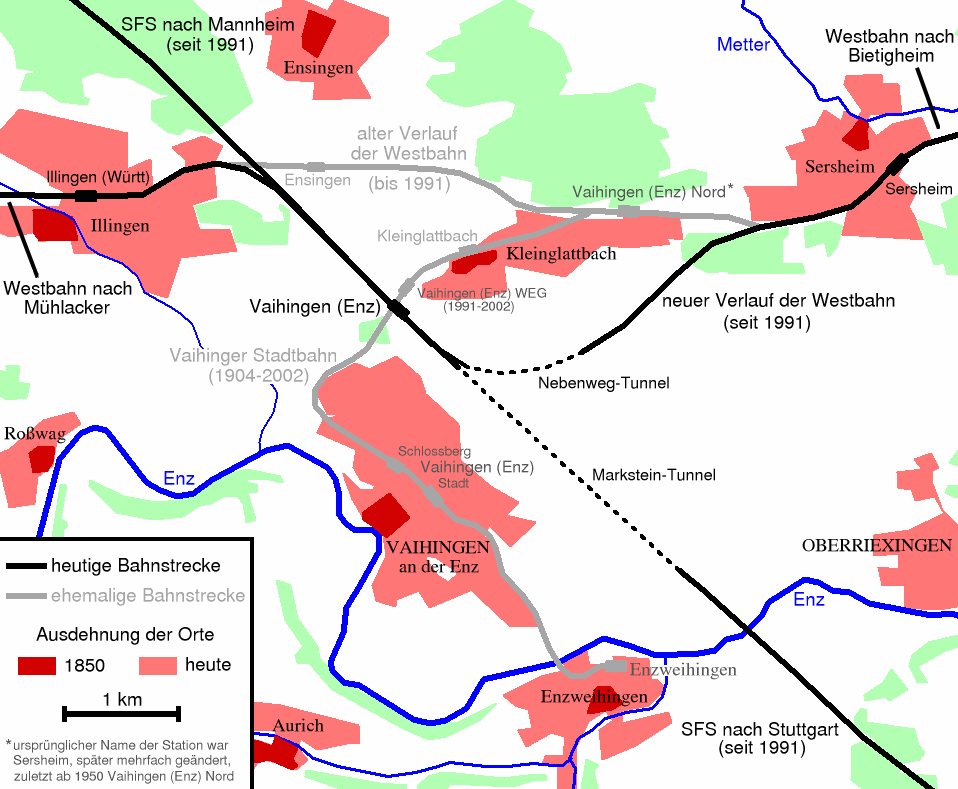
灰色の線が廃止された古い鉄道路線である。

高速鉄道マンハイム - シュトゥットガルト線の開通に伴い、1991年に新たにファイインゲン (エンツ) 駅が設けられた。ファイインゲン・シュタットバーンは2002年に廃止された。

### 市町村合併
以下の町村がファイインゲン・アン・デア・エンツに合併した:
- 1971年1月1日: エンツヴァイインゲン[12]
- 1972年1月1日: クライングラットバッハ[12]
- 1972年2月1日: エンジンゲン、リート[12]
- 1972年3月1日: ギュンデルバッハ、ホルハイム、ロスヴァーク[12]
- 1975年1月1日: アウリヒ[13]

## 住民

### 人口推移
各時点の市域における人口を示す。数値は、推定値、人口調査結果 (*)、または各時点の州統計担当部局の公的な研究値である。
| 時点           | 人口（人） |
| -------------- | ---------- |
| 1576年         | 1,500      |
| 1701年         | 1,308      |
| 1760年         | 1,977      |
| 1803年         | 2,681      |
| 1843年         | 3,252      |
| 1871年12月1日  | 3,054      |
| 1880年12月1日* | 3,351      |
| 1890年12月1日* | 3,135      |
| 1900年12月1日* | 2,940      |
| 1910年12月1日* | 3,023      |
| 1925年6月16日* | 3,112      |
| 1933年6月16日* | 3,027      |
| 1939年5月17日* | 3,462      |

| 時点           | 人口（人） |
| -------------- | ---------- |
| Dezember 1945  | 3,962      |
| 1950年9月13日* | 5,022      |
| 1961年6月6日*  | 6,262      |
| 1970年5月27日* | 7,850      |
| 1975年12月31日 | 21,998     |
| 1980年12月31日 | 22,907     |
| 1987年5月25日* | 23,151     |
| 1990年12月31日 | 24,461     |
| 1995年12月31日 | 26,813     |
| 2000年12月31日 | 27,804     |
| 2005年12月31日 | 28,921     |
| 2010年12月31日 | 28,833     |
| 2015年12月31日 | 28,695     |

* 人口調査結果

### 宗教

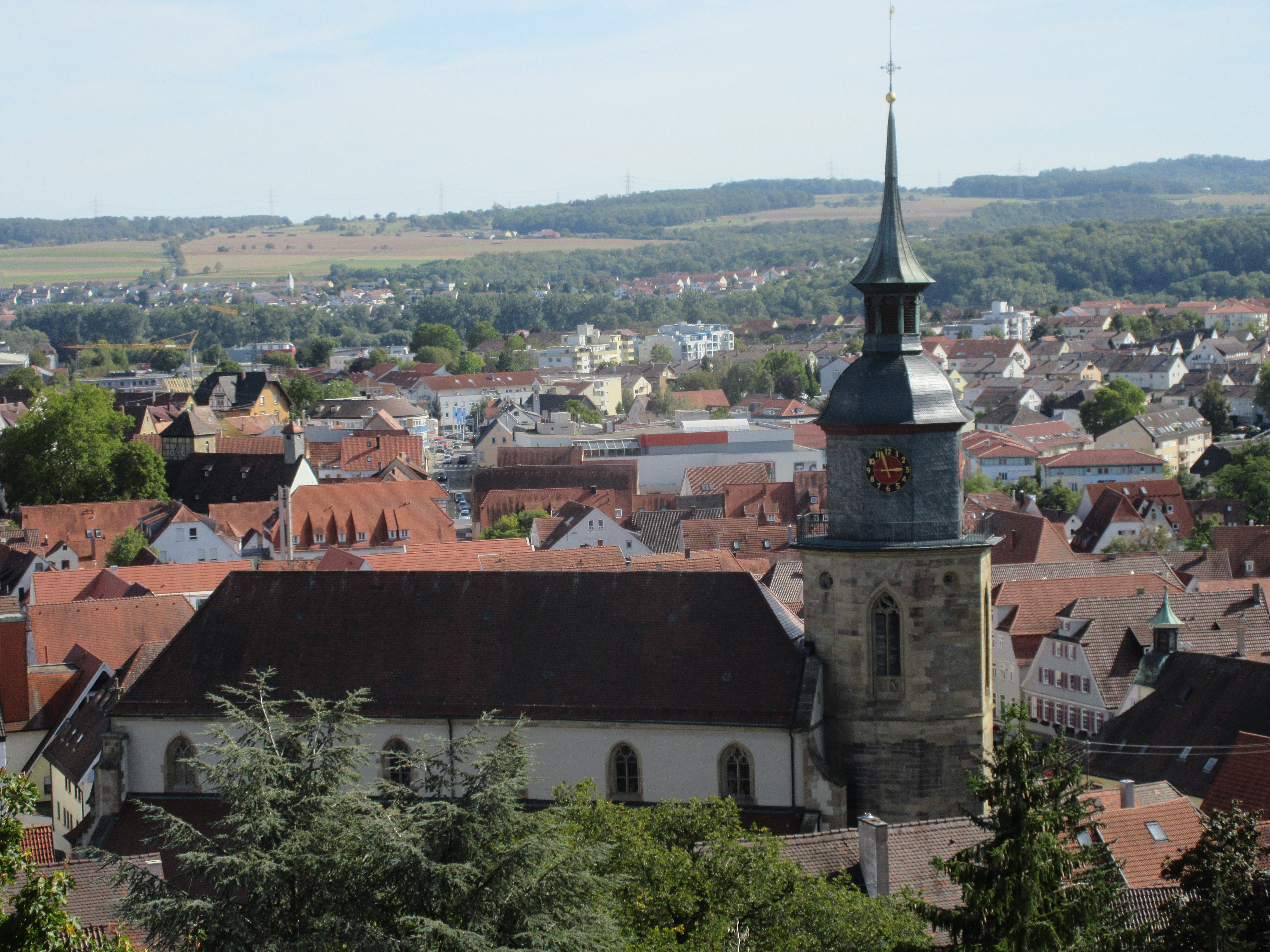
福音主義市教会

ファイインゲン・アン・デア・エンツの市域は、元々シュパイアー司教区の一部であり、三位一体助祭長区ファイインゲン参事会が管轄していた。1535年にエルハルト・シュネプフが宗教改革を行った。これ以後本市はヴュルテンベルクの福音主義地方教会内の監督官の所在地となり、何世紀もの間プロテスタントの都市であり続けた。ファイインゲン監督区は、かつてのオーバーアムト・ファイインゲンの領域に属している。ファイインゲンの市域には現在、ファイインゲン市教会組織および各市区の教会組織、すなわち、アウリヒ、エンジンゲン、エンツヴァイインゲン、ギュンデルバッハ、ホルハイム、クライングラットバッハ、リート、ロスヴァークの福音主義教会がある。
19世紀になるとカトリック信者もファイインゲンに住むようになった。ただし、1900年時点では、プロテスタント住民 2,785人に対してカトリック信者は約100人程度であった。カトリック信者は1938年に教会を建設し、1958年に独自の聖アントン司祭区を設けた。それ以前のカトリック信者は当初ホーエンアスペルク司祭区、その後ビーティヒハイム都市司祭区、1902年からミュールアッカー司祭区に属していた。やがてカトリック信者はファイインゲンの人口の 1/3 を占めるにまで増加した。ロスヴァークやクライングラットバッハのカトリック信者も聖アントン司祭区に属した。クライングラットバッハには1976年に聖ボニファティウス集会所が設けられた。現在では、ファイインゲン市内の他の市区にもカトリック信者が住んでいる。エンツヴァイインゲンには1976年に聖パウルス司祭区が設けられた。この地の教会堂は1967年に建設されていた。リート市区とアウリヒ市区および隣のエーバーディンゲンのホーホドルフ地区やヌスドルフ地区のカトリック信者もエンツヴァイインゲン司祭区に属している。リートには1975年に聖マルクス集会所が設けられた。エンジンゲンのカトリック信者はイリンゲンの聖ヨーゼフ司祭区に属している。しかしエンジンゲンには1964年から独自の教会（マリア・ケーニギン教会）がある。ホルハイムのカトリック教徒はゼルスハイム聖シュテファヌス司祭区に属している。しかしこの地区にも1964/65年に独自の教会（聖マルティヌス教会）が建設された。これらの司祭区は、イリンゲン聖ヨーゼフ司祭区を除いて、いずれもロッテンブルク＝シュトゥットガルト司教区のルートヴィヒスブルク首席司祭区に属している、聖ヨーゼフ司祭区は、したがってエンジンゲンのカトリック信者も、ミュールアッカー首席司祭区に属す。
これら二大教会の他に、ファイインゲン・アン・デア・エンツには自由教会も存在する。たとえば、福音主義＝メソジスト教会や自由「ヴァインヤード＝エンツタール」教会などである。リーベンツェラー教団は、アウリヒ、エンツヴァイインゲン、ギュンデルバッハ、クライングラットバッハ、ファイインゲンで活動している。プレギッツァー教団はエンツヴァイインゲンにある。
また、新使徒教会は、エンジンゲン、ホルヘイム、ファイインゲンにそれぞれ教会を有している。

## 行政

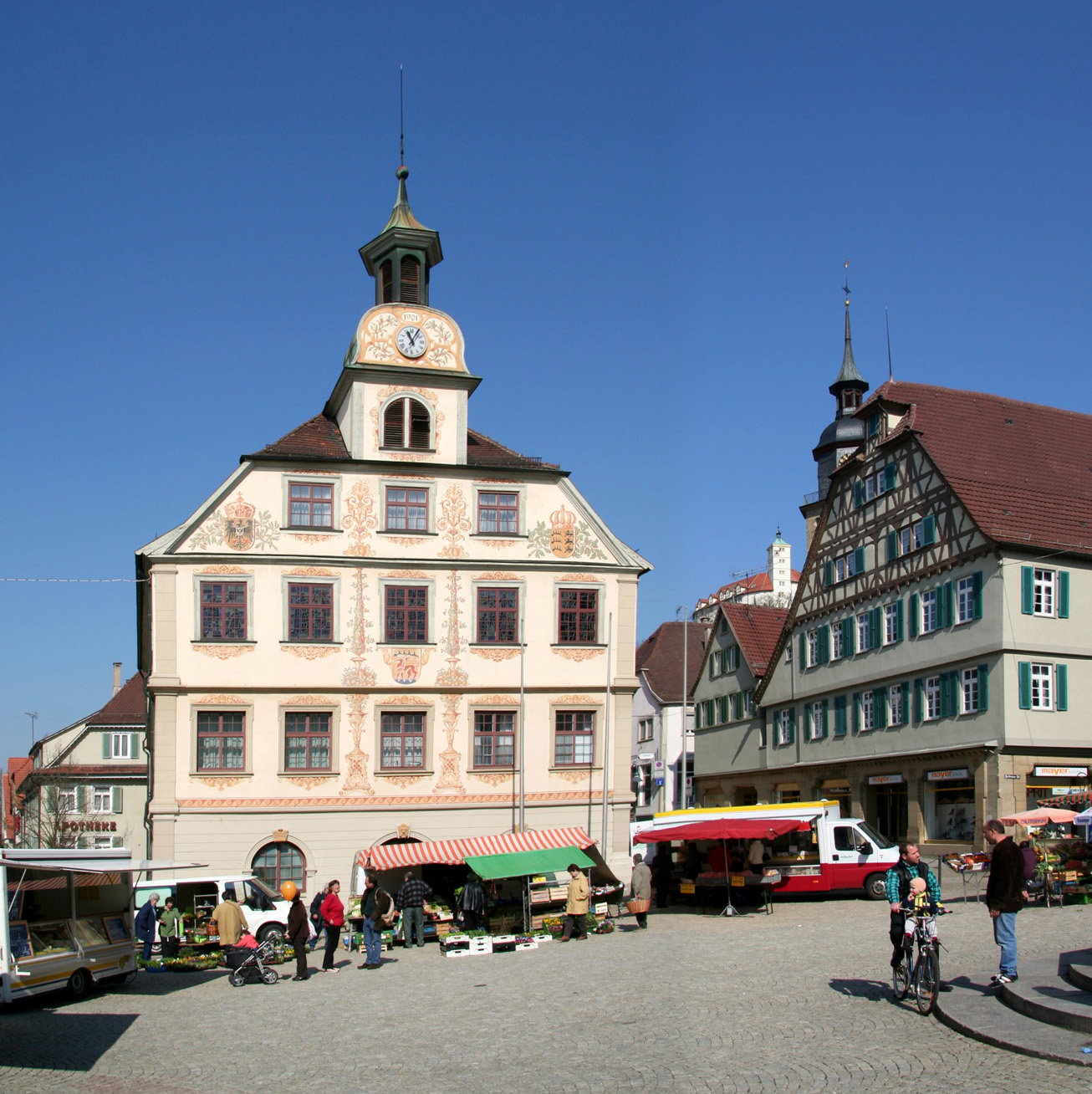
ファイインゲン・アン・デア・エンツ市庁舎

### 議会
ファイインゲン・アン・デア・エンツの市議会議員は28議席である。市議会は選出された名誉職の市議会議員と議長を務める上級市長で構成されている。上級市長は市議会で投票権を有している。

### 青年議会
ファイインゲンでは1995年から定期的に青年議会が選出される。青年議会議員は、青年の関心に対応して議題を提案する職務がある。青年議会は、あらゆる青年に対して教育問題、社会問題、環境問題といったテーマに活発に取り組むチャンスを提供している。現在、任期は3年で、13歳から17歳のファイインゲン市民から20人が選出される。青年議会の活動は、年に数回行われる。たとえば、ユーゲントヴォーヒェンエンデ（若者の週末）、マイエンタークへの参加、クリスマスの活動などである。

### 首長
街の首長は、1256年から「シュルトハイス」と、 ビュルガーマイスター4人を含む12人の市民で構成される「ゲリヒト」であった。ゲリヒトの代表者は「アムツビュルガーマイスター」と呼ばれた。1339年からはヴュルテンベルクの「オーバーフォークト」が、その後は「オーバーアムトマン」がこの街を運営した。1819年から「シュタットシュルトハイス」が置かれ、1929年からこの職は「ビュルガーマイスター」（市長）と呼ばれる様になった。1973年1月1日の大規模郡都市への昇格に伴い、首長の公式職名は「オーバービュルガーマイスター」（上級市長）となった。上級市長は、8年ごとに直接選挙で選ばれる。首長は市議会の議長を務める。上級市長代行者は第1副市長であるが、その公式な職名は「ビュルガーマイスター」である。
1945年以降の首長を以下に列記する:
- 1945年 - 1954年: ルートヴィヒ・レルヒャー（ビュルガーマイスター）
- 1954年 - 1981年: ゲルハルト・パルム（ビュルガーマイスター、1973年以降はオーバービュルガーマイスター）
- 1982年 - 2006年: ハインツ・ケルベラー（オーバービュルガーマイスター）
- 2006年 - : ゲルト・マイシュ（オーバービュルガーマイスター）

2006年5月7日、それまでタムの町長であったゲルト・マイシュがファイインゲン・アン・デア・エンツ市の新しい上級市長に選出された。彼は2006年9月1日に上級市長に就任した。マイシュは、2014年7月の選挙で 95 % の支持票を獲得して再選された。

### 紋章
図柄: 金地。頂部に右向き（向かって左向き）に横たえられた黒いシカの角。その下には、青い4連の山の上に立つ、青い冠を被り、青い舌と爪を見せる赤い獅子が描かれている。
解説: 獅子は、この街を建設したカルフ＝ファイインゲン伯の紋章に由来する。シカの角は、1339年にファイインゲンを獲得したヴュルテンベルクを象徴している。この紋章は、1530年に皇帝カール5世によって認可された。最も古い彩色例は1535年に見られる。

### 姉妹都市
- ケーセグ（ハンガリー語版、英語版）（ハンガリー、ヴァシュ県）1955年[18]

### 援助・協力関係
本市は、アルトファーター山地の旧フライヴァルダウ郡の街ヤヴォルニークから追放されたドイツ人に対する援助協力を1955年に締結した。

## 文化と見所
ファイインゲンは、ともに多くの見所が点在しているヴュルテンベルク・ワイン街道およびドイツ木組みの家街道最南ルート沿いに位置している。

### 演劇
ファイインゲン人形劇団ディムベルドゥーは、自前の劇場で自作の人形や舞台装置を使って、自由に改変した童話を上演している。人形は、人形博物館で見ることができる。

### 博物館
ファイインゲンは、ペータース教会内に市立博物館を、ホルハイム地区のアルテ・ケルター（旧ブドウ搾り所）にワイン博物館を有している。さらに2000年から、クライングラットバッハ地区の旧ファイインゲン/エンツ・ノルト駅の敷地にキャンディー博物館がある。ここではキャンディーの歴史や市場が紹介されている 。ヤヴォルニーク出身者たちは、ファイインゲンに郷土博物館を設けている。

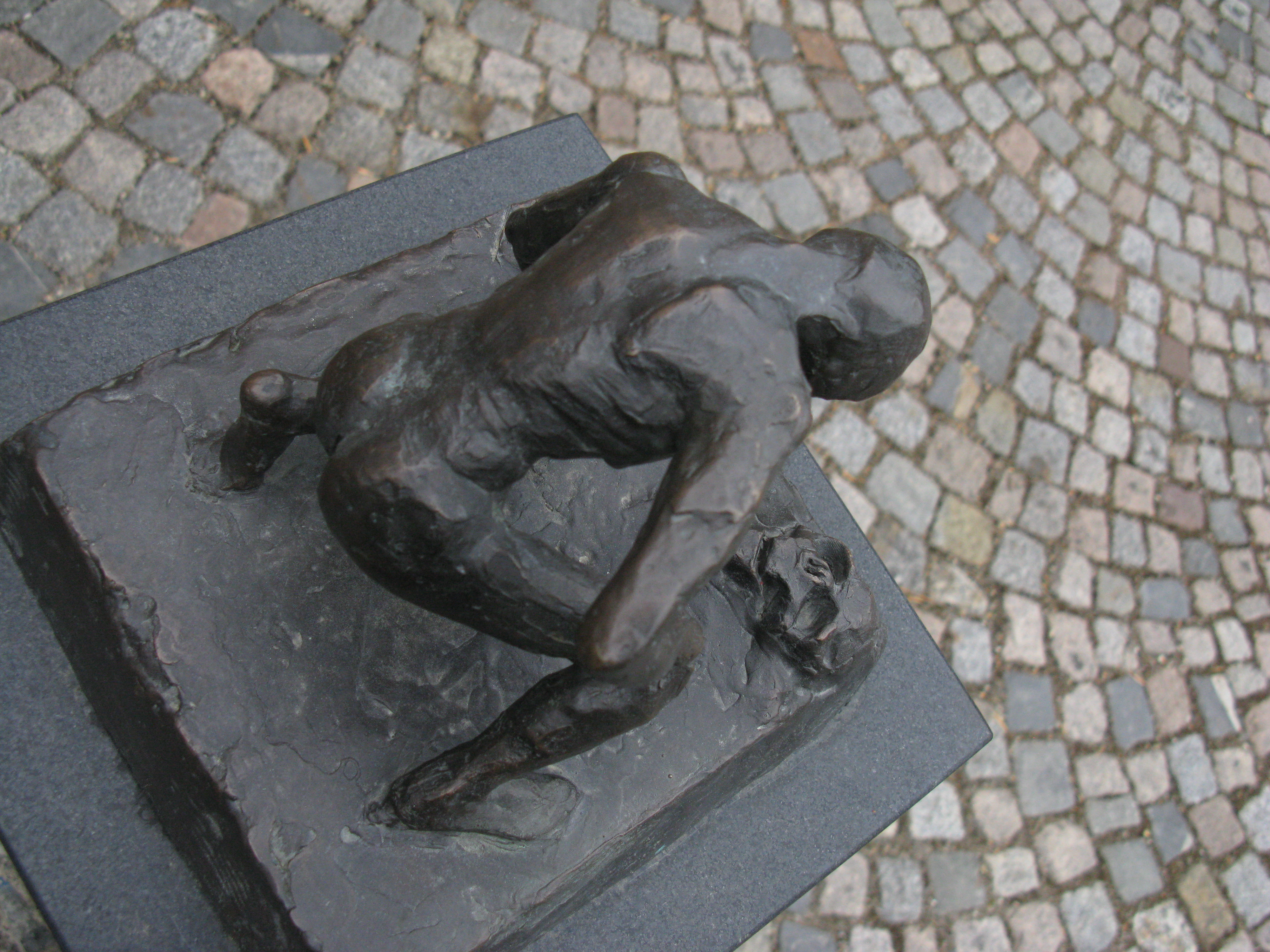
旧ヴィーゼングルント強制収容所前のロタール・モルルック作の収容所記念碑

### 強制収容所記念館
グラットバッハタールのファイインゲン強制収容所記念館は、フランス、イスラエル、カナダ、オランダ、ポーランド、アメリカ合衆国からのゲスト出席の下、2005年4月16日に開館した。約20分の動画によるプレゼンテーションが1944年から1945年の歴史を物語っている。
ファイインゲン・アン・デア・エンツでは、2010年10月7日に、芸術家グンター・デムニヒによりストルパーシュタイン（躓きの石）が設置された。キルヒプラッツ11番地の歩道に埋め込まれた、表面に小さな真鍮のプレートをつけたコンクリートブロックは、この建物に住んでいた対ナチ抵抗運動家ヴィルヘルム・アイヒェルを記念したものである。ドイツ共産党の党員であったアイヒェルは、国家社会主義者によって何度も強制収容所に収監され、最後は1944年に親衛隊ディルレヴァンガー特別部隊に引き渡された。彼のその後の運命は判っていないが、おそらく過酷な強制労働を生き延びることはできなかったと推測される。

### 建築

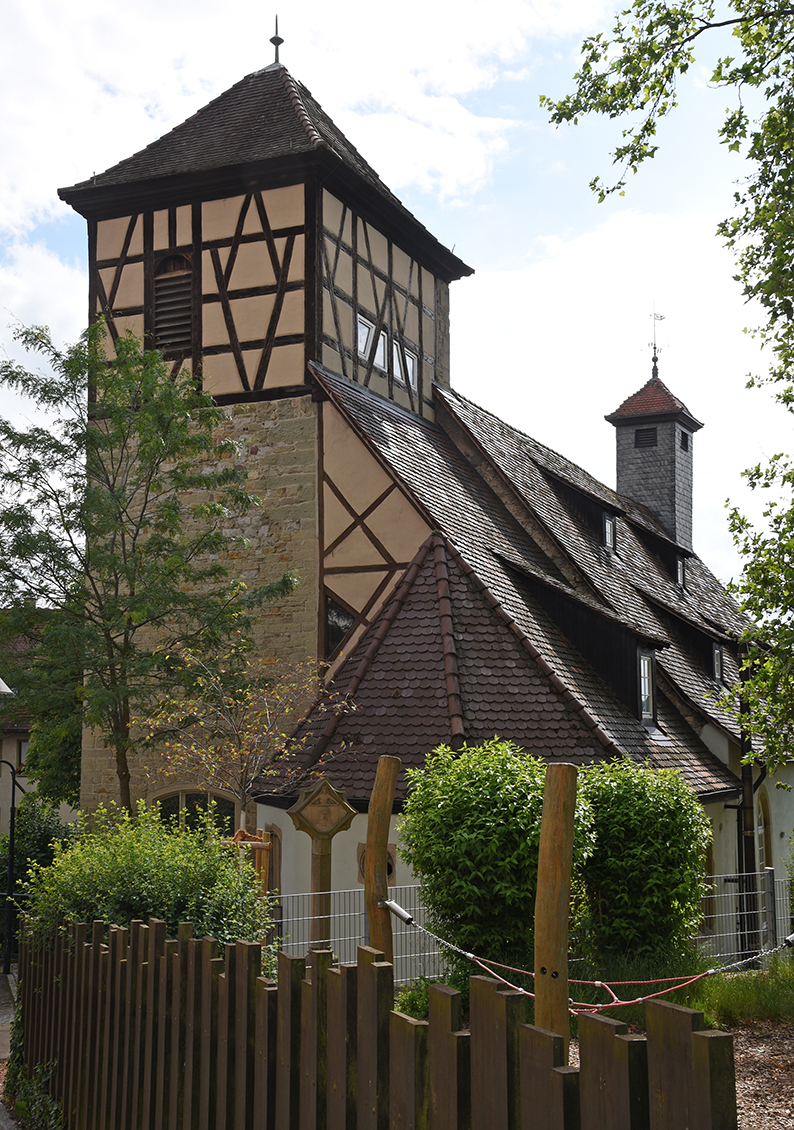
ペータース教会

#### ペータース教会
ペータース教会はこの街で最も古い教会である。この教会は12世紀から13世紀のロマネスク様式全盛期に、9世紀から10世紀の古い教会があった場所に建設された。1490年と1667年に増改築が行われた。ペータース教会は1840年まで墓地教会として利用されていた。現在この教会には市立博物館が入居しており、身廊はイベントホール、コンサートホール、講演ホールとして利用されている。

#### 福音主義市教会、街の主教会、監督官所在地
1339年、ここにはロマネスク様式からゴシック様式への移行期の建築様式のマリエン礼拝堂が記録されている。これは1449年から「我らが聖母教会」と呼ばれていた。この教会は1513年に増改築がなされた。この教会は1618年に焼失し、その後にハインリヒ・シックハルトによって再建された。1693年の大火でもこの教会は損傷を受けた。
現在の市教会は、1697年から1701年に建設されたものである。

#### 市庁舎
市庁舎は、1693年の大火で破壊された先代の市庁舎があった場所に、ヨハン・ウルリヒ・ハイムの設計に基づき1720年に建設された。ファサードの壁絵は1901年に描かれた。1951年から1998年にはめ込まれたアルフレート・レムレのデザインに基づく鉛ガラスの明かり採りが見られる。1階は昔から広く開放されていた。その中には、肉屋、パン屋、市の塩販売所のスタンドが設けられ、見張所が設置されていた。市場の開催日には、2階で布地職人や皮革職人が製品を販売した。さらにこのスペースは舞踏会場としても利用された。市民集会所や裁判所、および住み込みの下男の住居があった。屋根裏階には、飢饉に備えて穀物が貯蔵されていた。

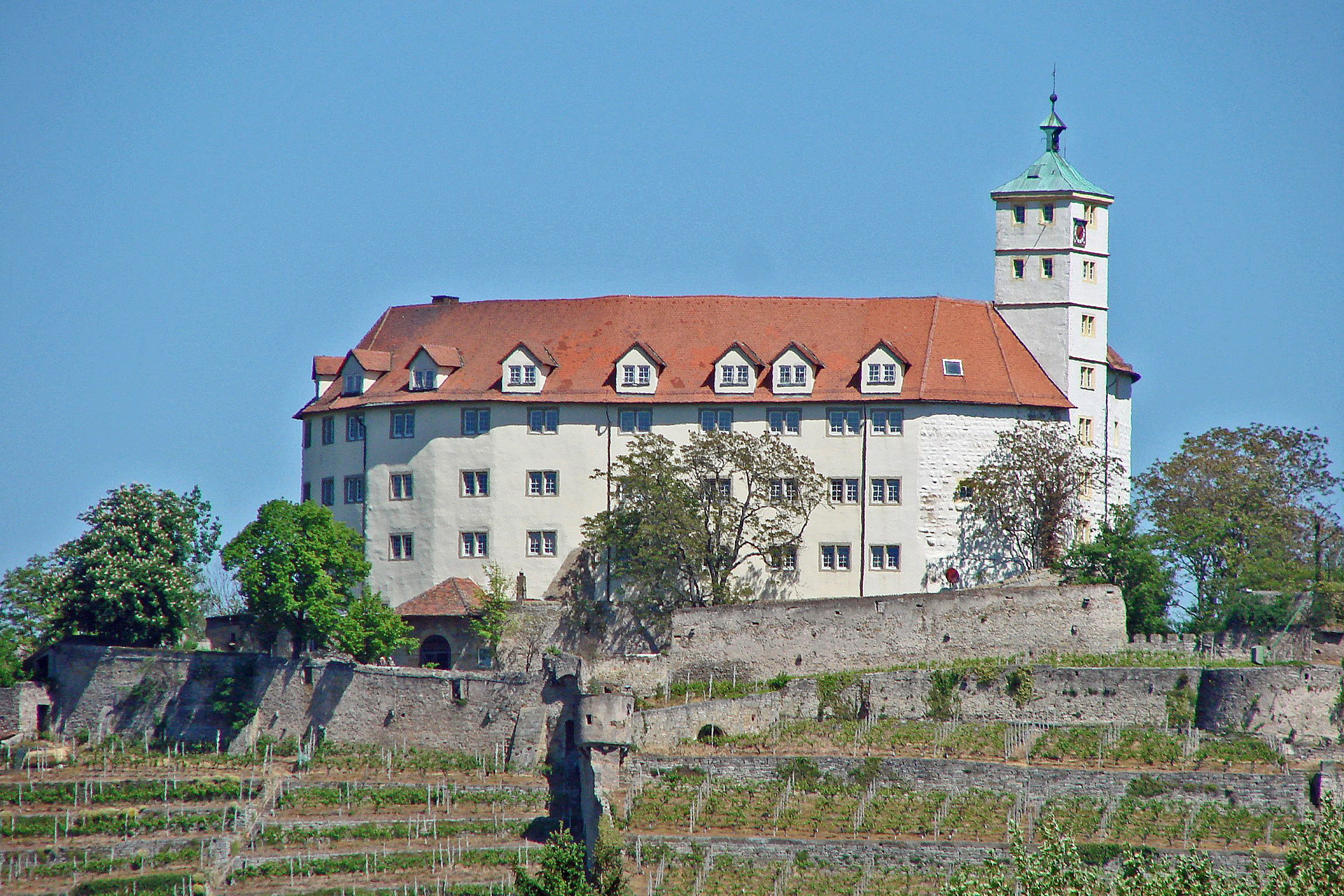
カルテンシュタイン城

#### カルテンシュタイン城
この城館は、市の高台にあたる尾根に建っており、この街の象徴的建造物となっている。この城館は1096年にファイインゲン城砦として初めて文献に記録されており、16世紀と18世紀に改築された。現在は青年村として利用されている。

#### ハスペル塔（ディープス塔）
15世紀初めに建設された都市防衛施設の隅櫓にあたるこの塔は、牢獄として利用されていた。囚人を深さ 8 m の地下室に下ろしていたウィンチ (Haspel)は現存している。

#### プルファー塔
厚さ 3 m の壁で造られたこの塔は、市防衛施設の隅櫓の1つであった。内部には射撃用の火薬 (Pulver) が保存されていた。プルファー塔はグレンプ家とアシュマン家が資金提供して1492年に建設された。1819年から1844年まで牢獄として用いられた。

#### 旧牧師館
この建物は1693年以後に新築された。詩人カール・ゲロクはここで生まれた。

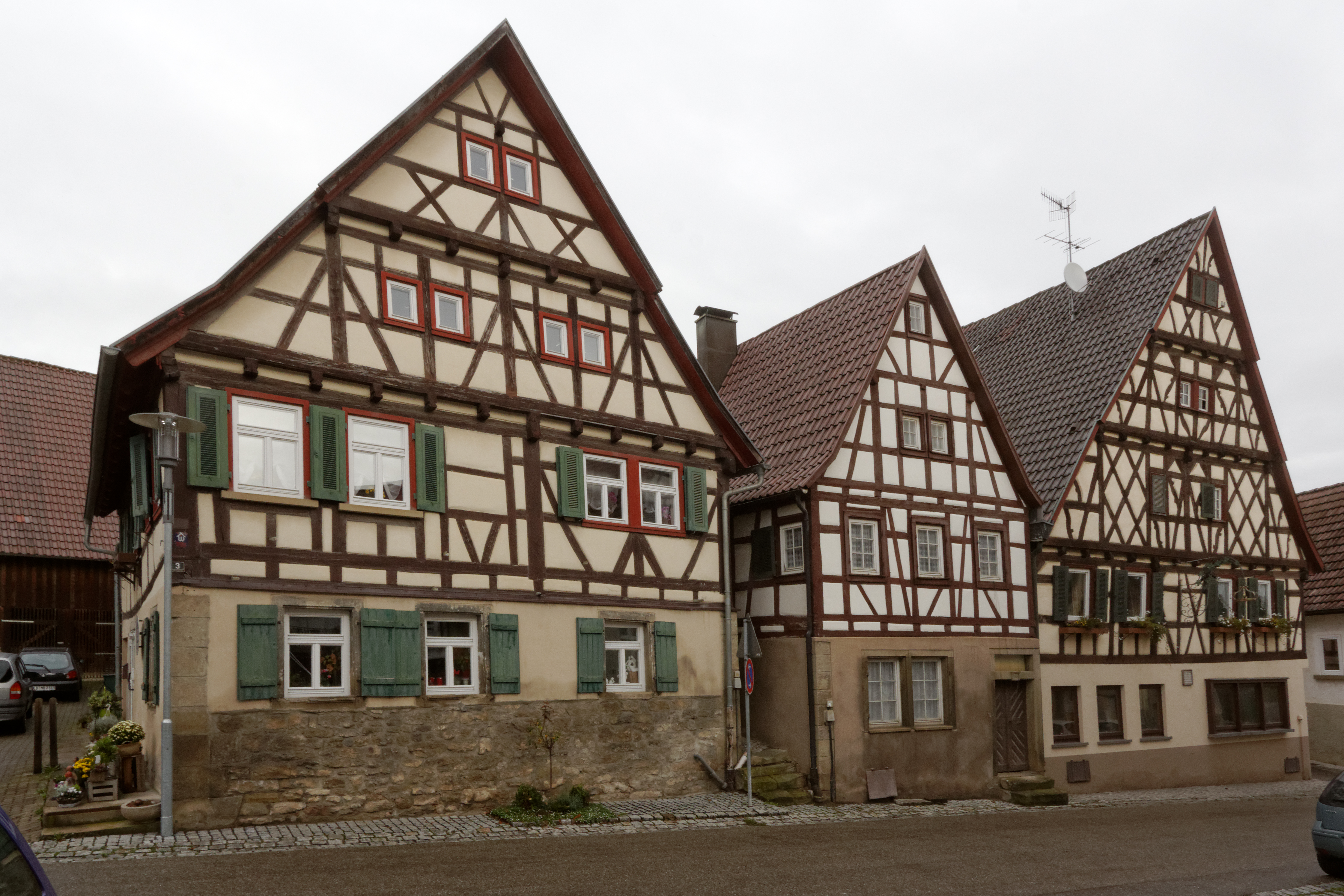
ロスヴァーク地区ラートハウス通りの木組み建築の街並み

#### その他の市区の建物
| - アウリヒ - 木組みの村役場 - ヨハニス教会 - エンツヴァイインゲン - グローセ・ハウスまたはハイトシェ・ハウス - 旧町役場 - ギュンデルバッハ - ラウレンティウス教会 - 木組みの旧町役場 | - ホルハイム - クレメンス教会 - クライングラットバッハ - ペータース教会 - クリストゥス教会 - リート - 聖シュテファン教区教会 - ライシャハ伯の城館 | - ロスヴァーク - マルティンス教会と牧師館 - エンジンゲン - ファイツ教会 - エーゼルスブルク塔 - プルファーディンゲン - プルファーディンゲン水道塔 |

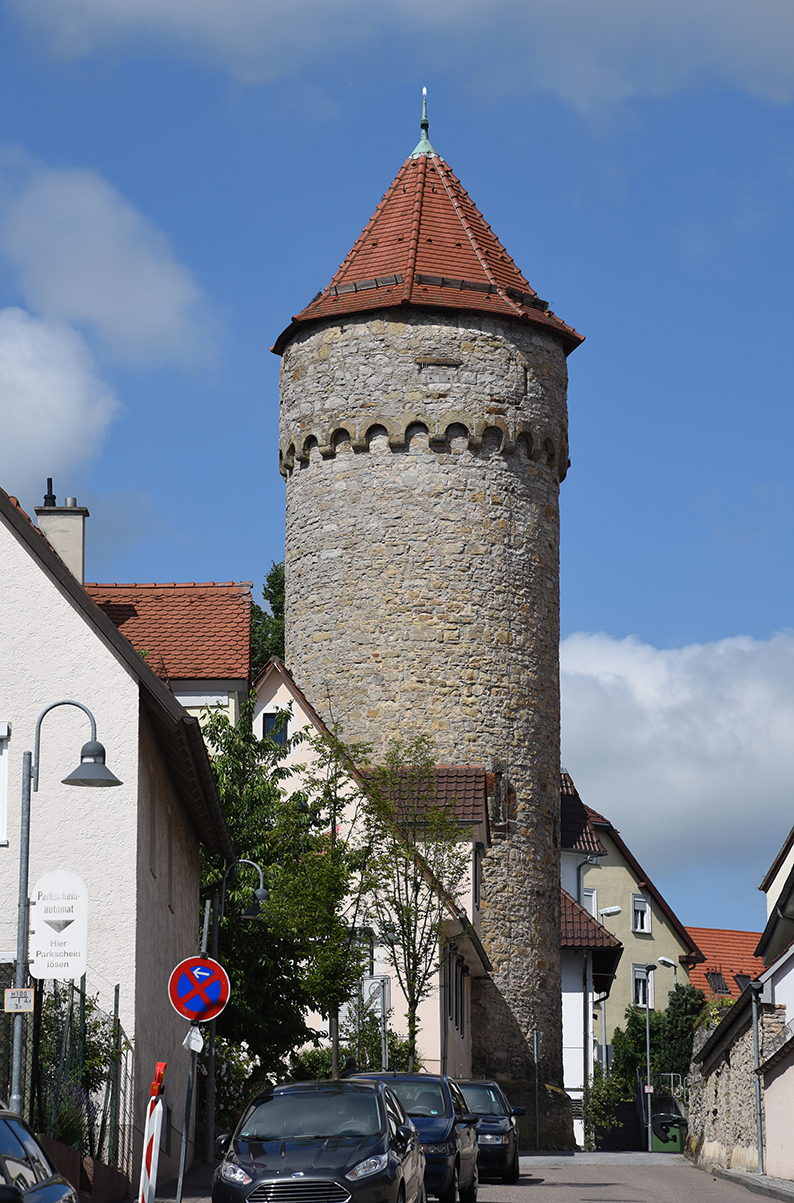
ハスペル塔
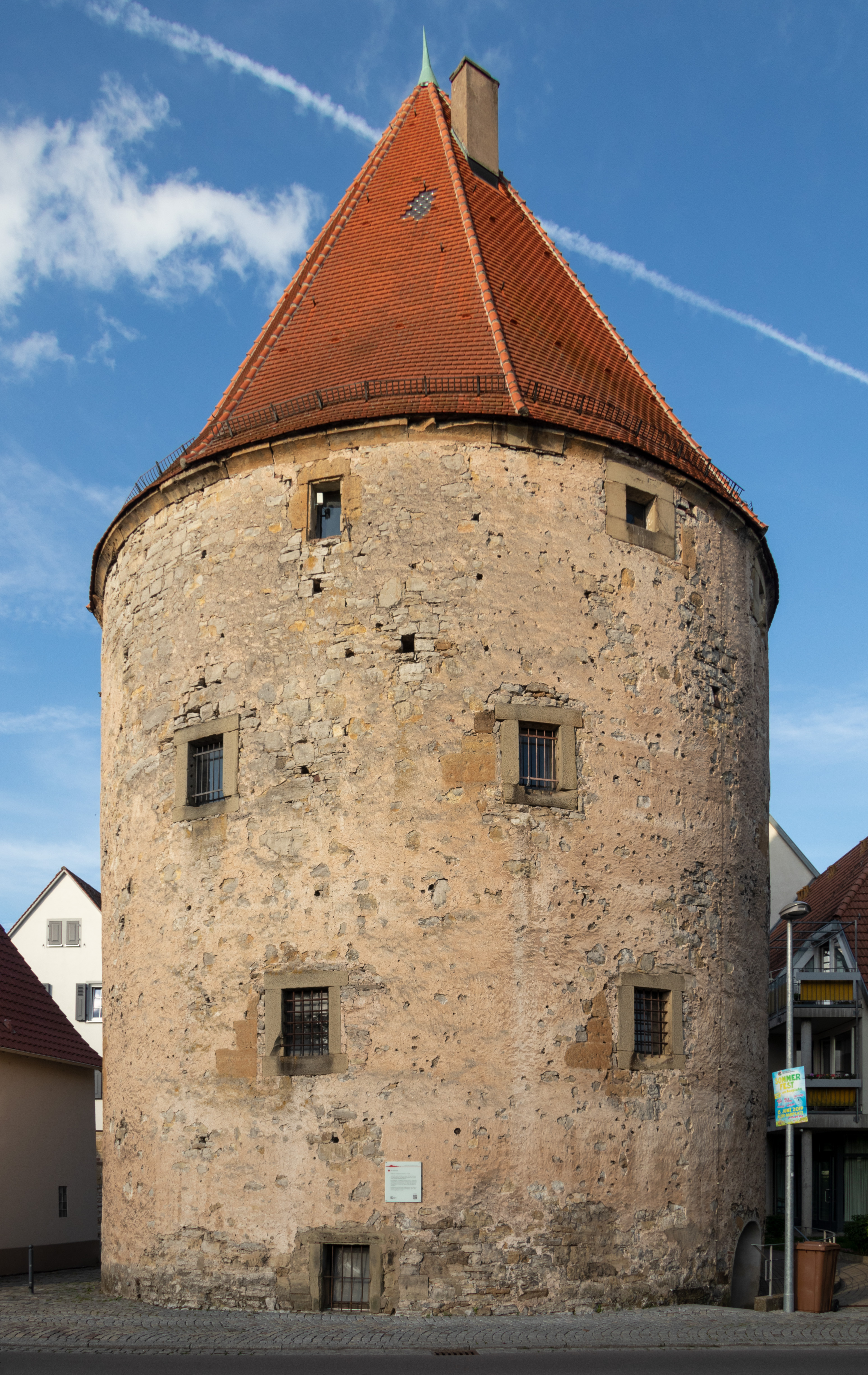
プルファー塔
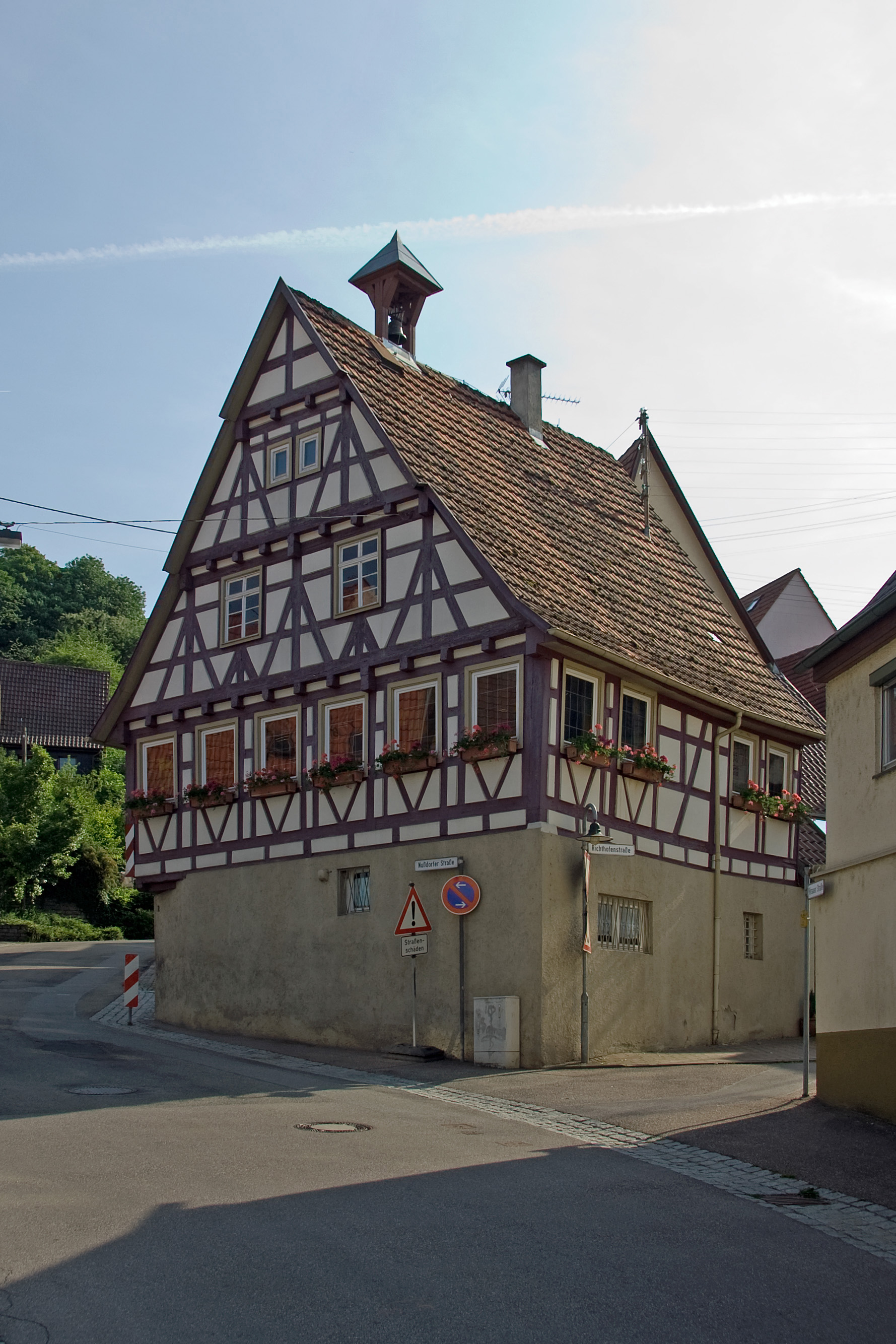
アウリヒの村役場
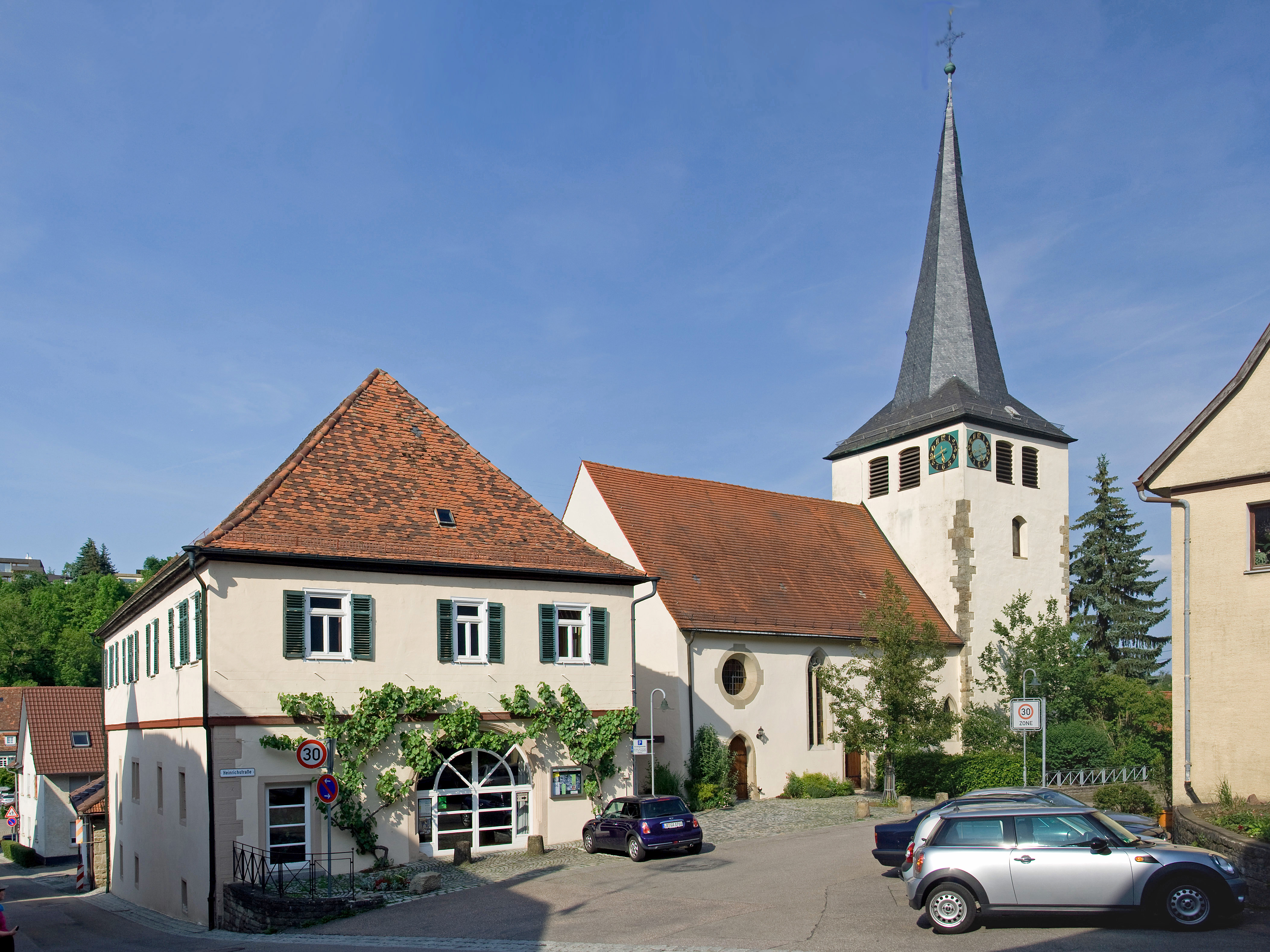
アウリヒのヨハニス教会と牧師館
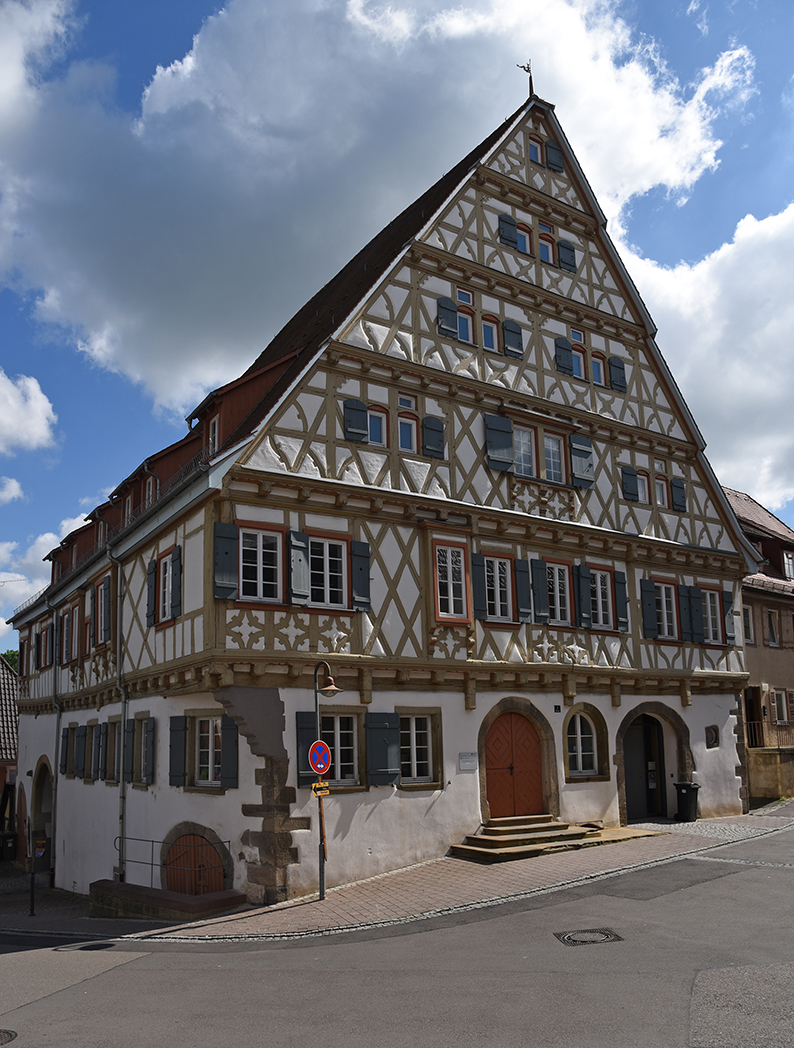
エンツヴァイインゲンのグローセス・ハウス
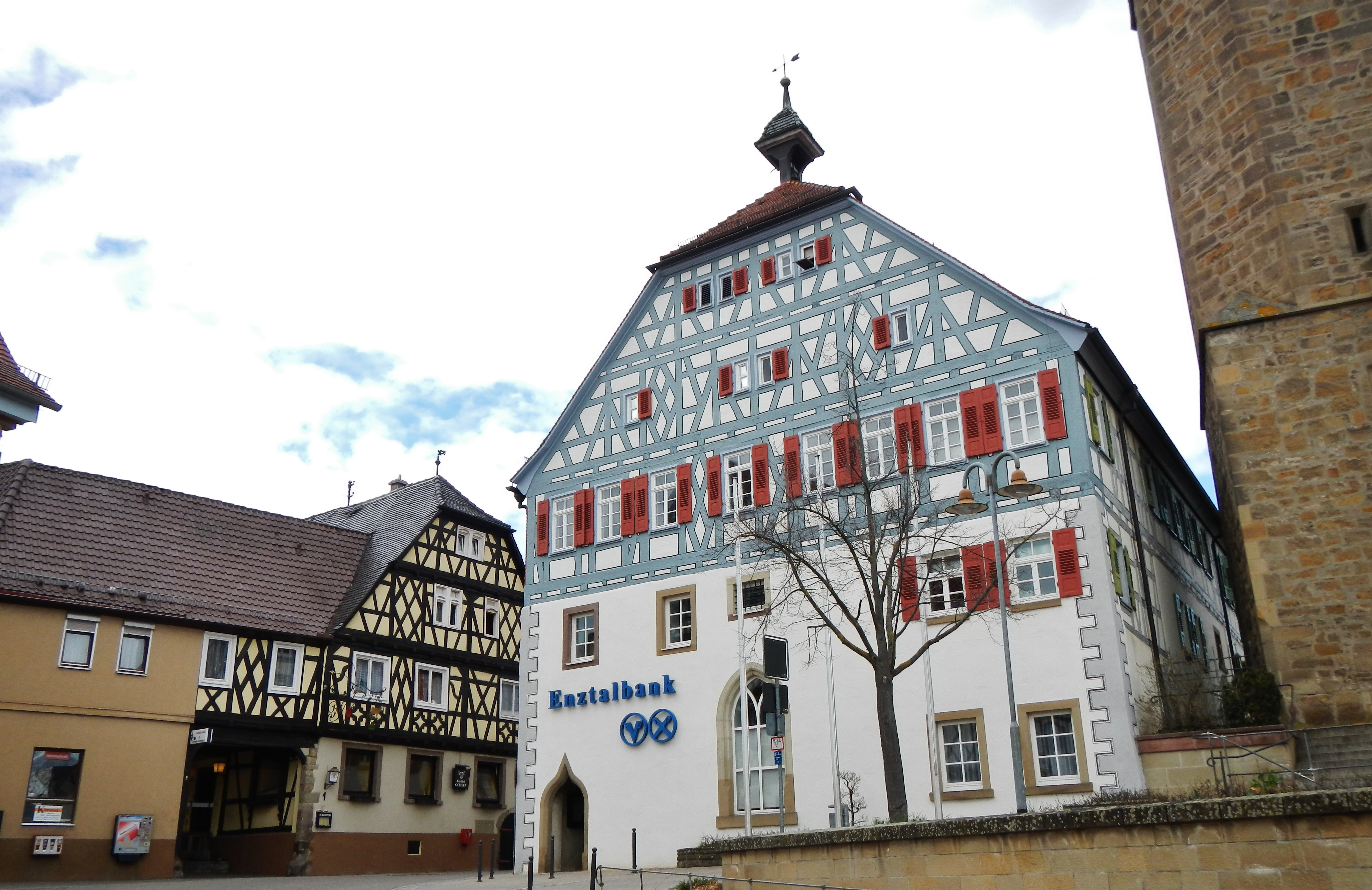
エンツヴァイインゲンの旧町役場
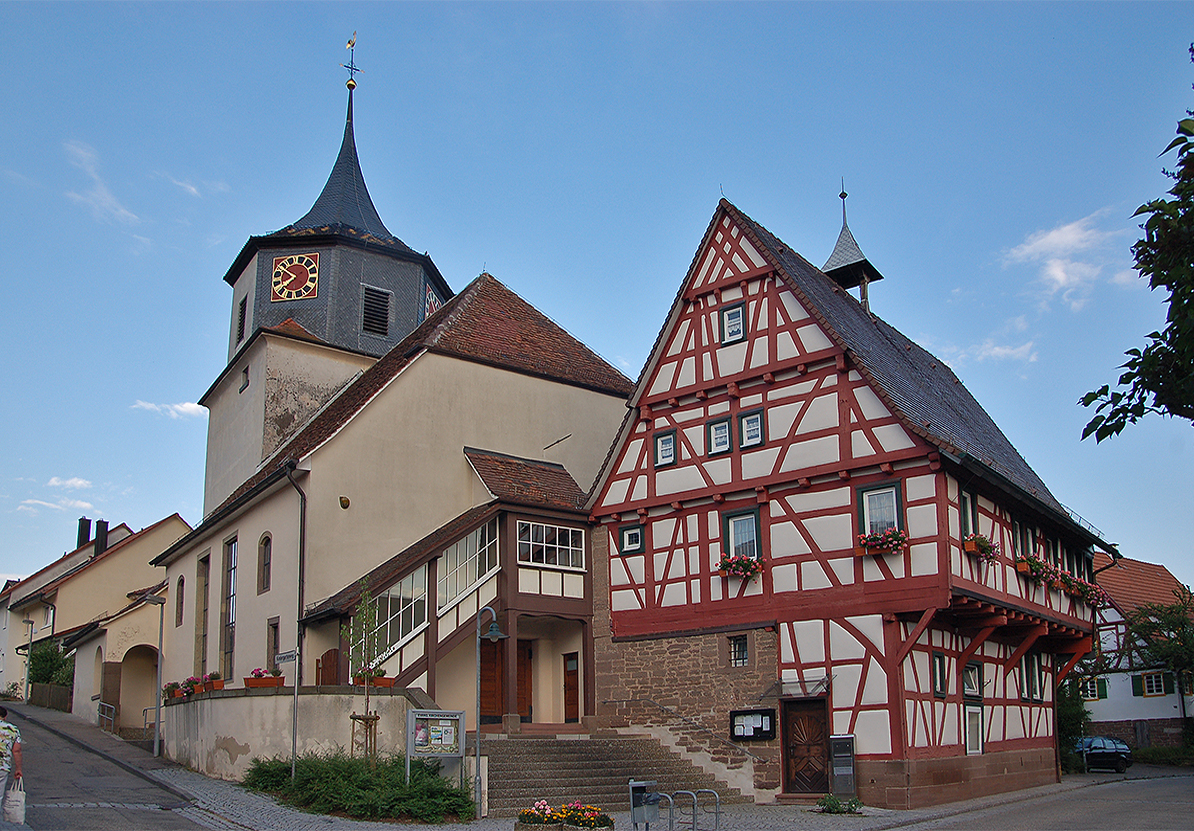
グリュンデルバッハの教会と旧町役場
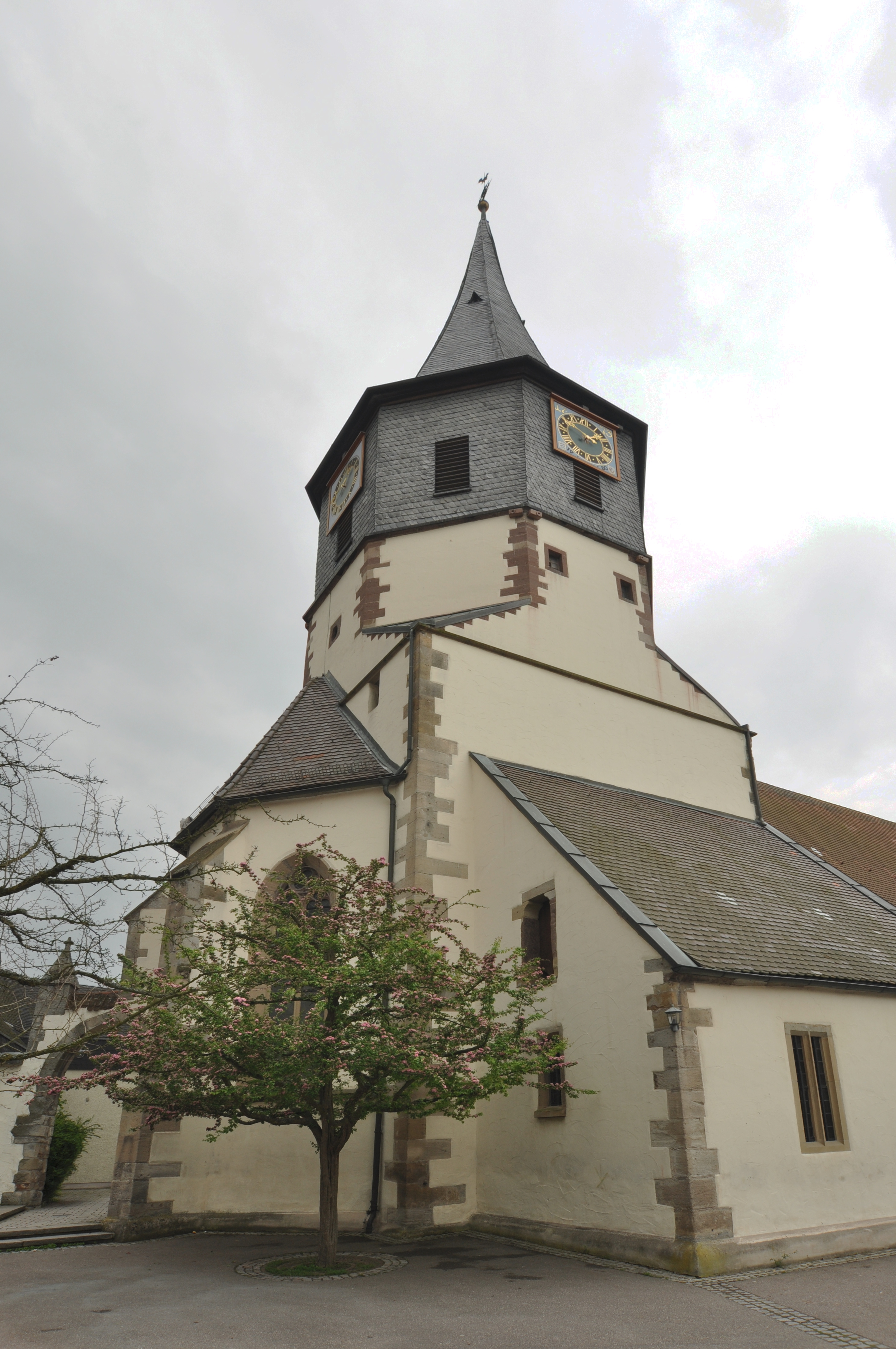
ホルハイムの教会
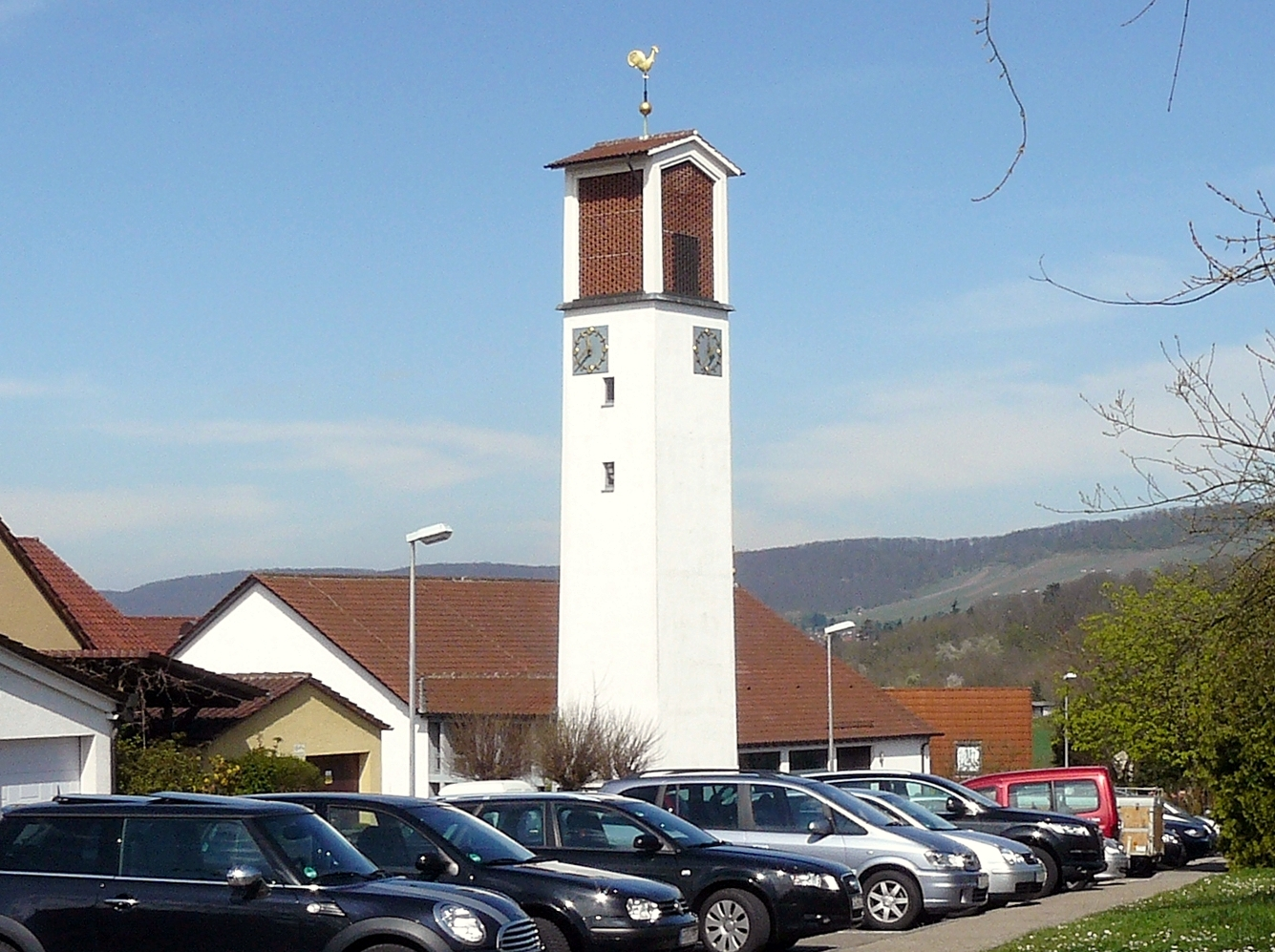
クライングラットバッハのクリストゥス教会
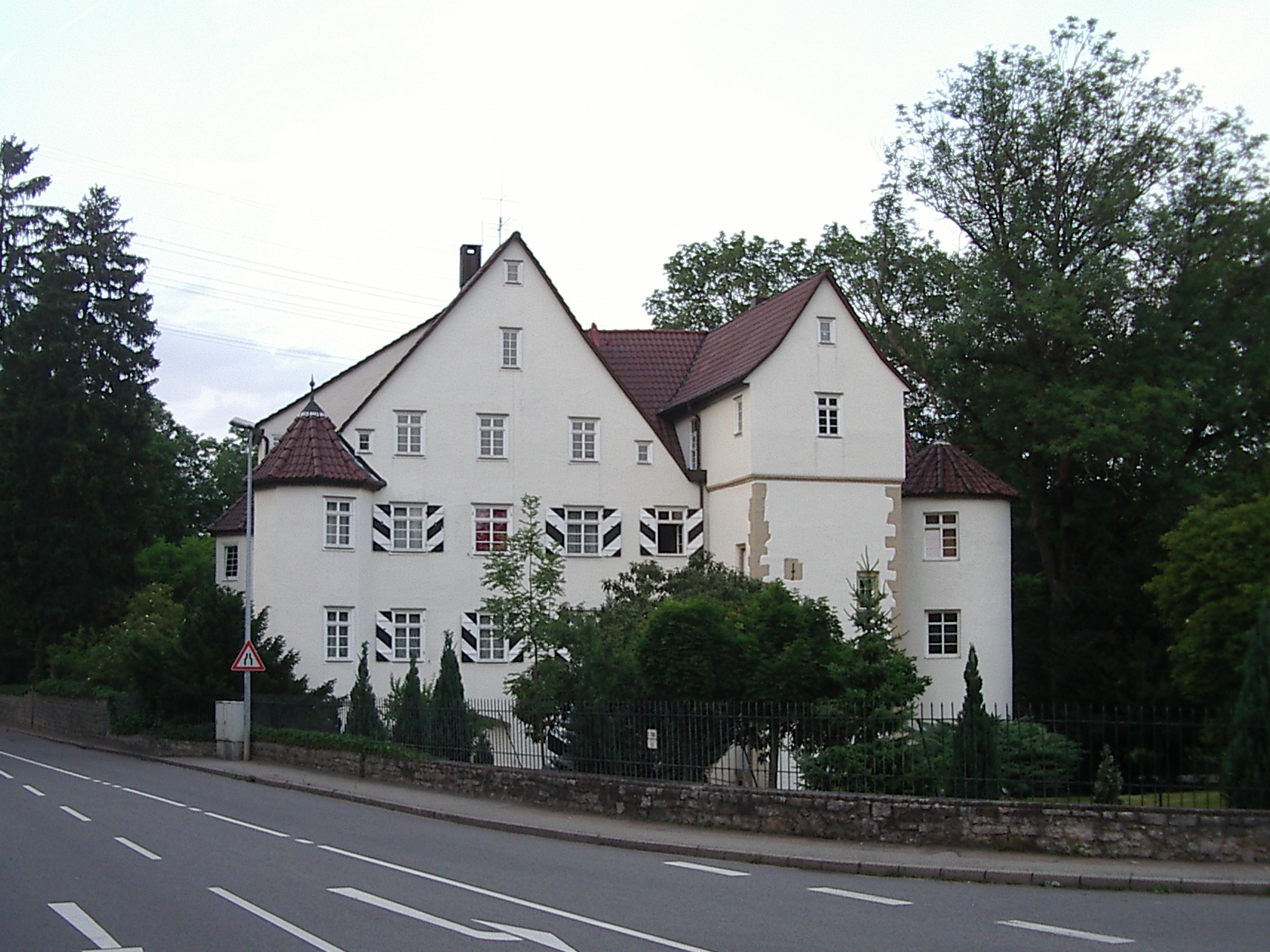
リートの城館
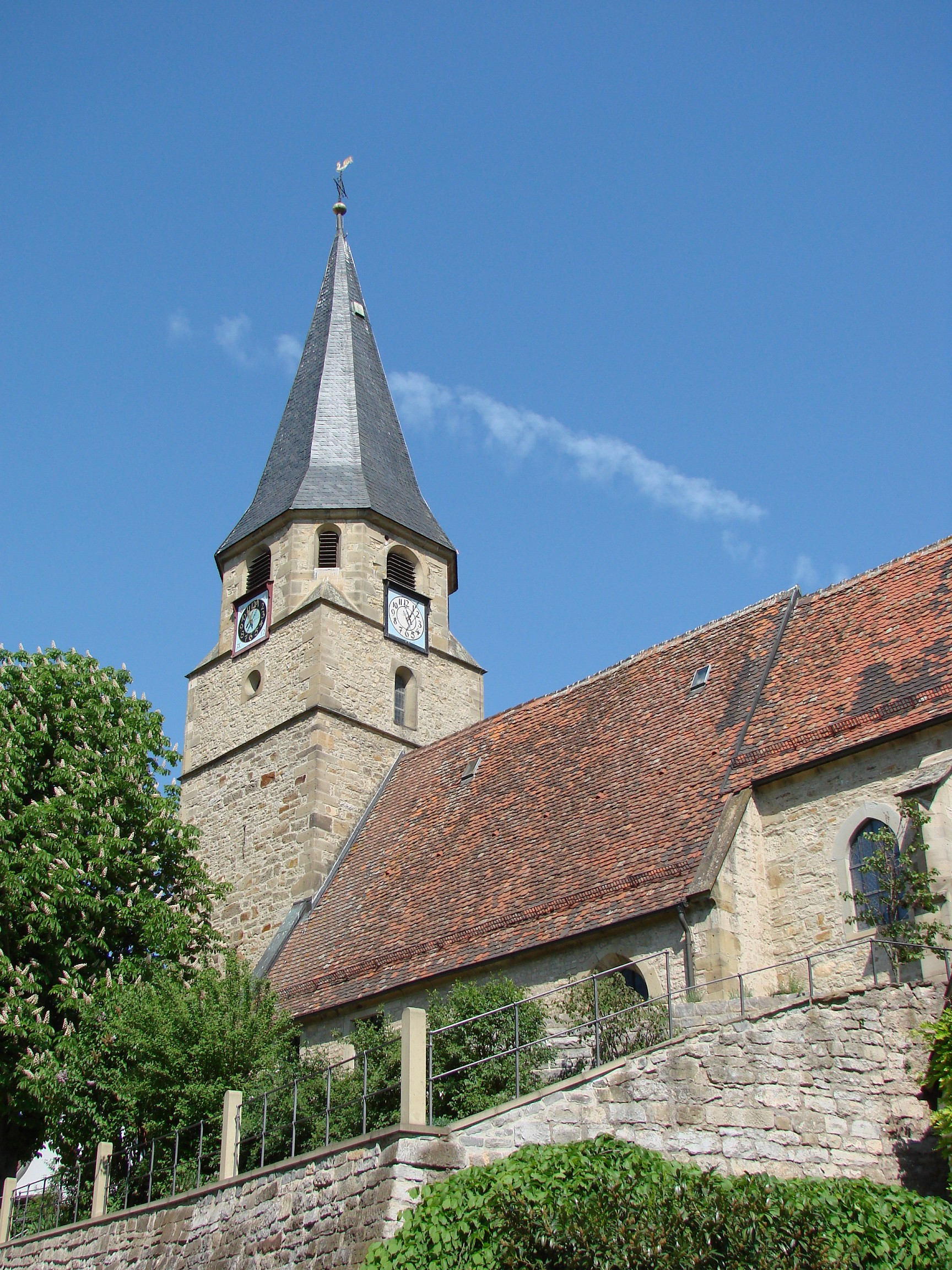
ロスヴァークのマルティンス教会
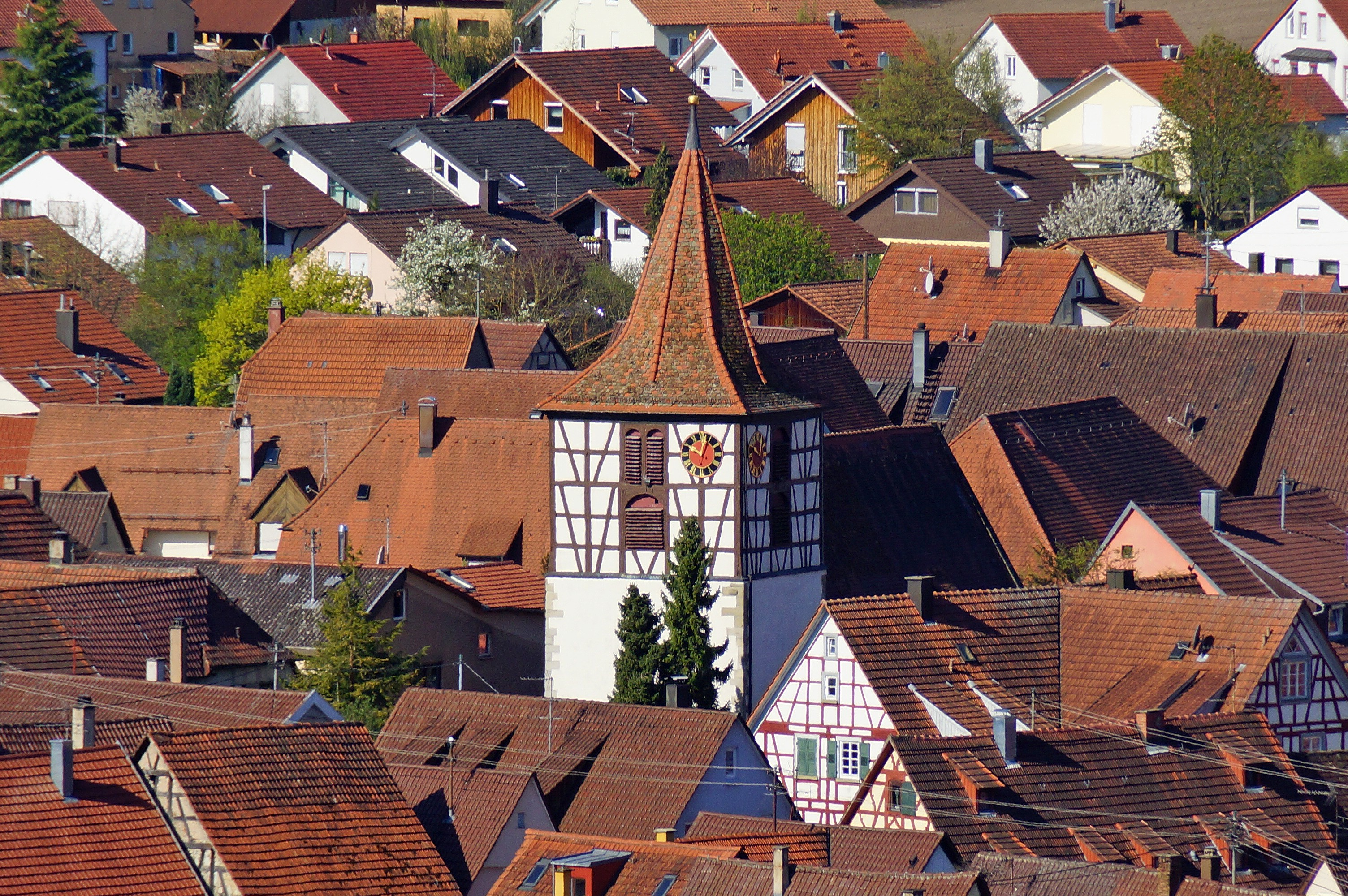
エンジンゲンの教会塔
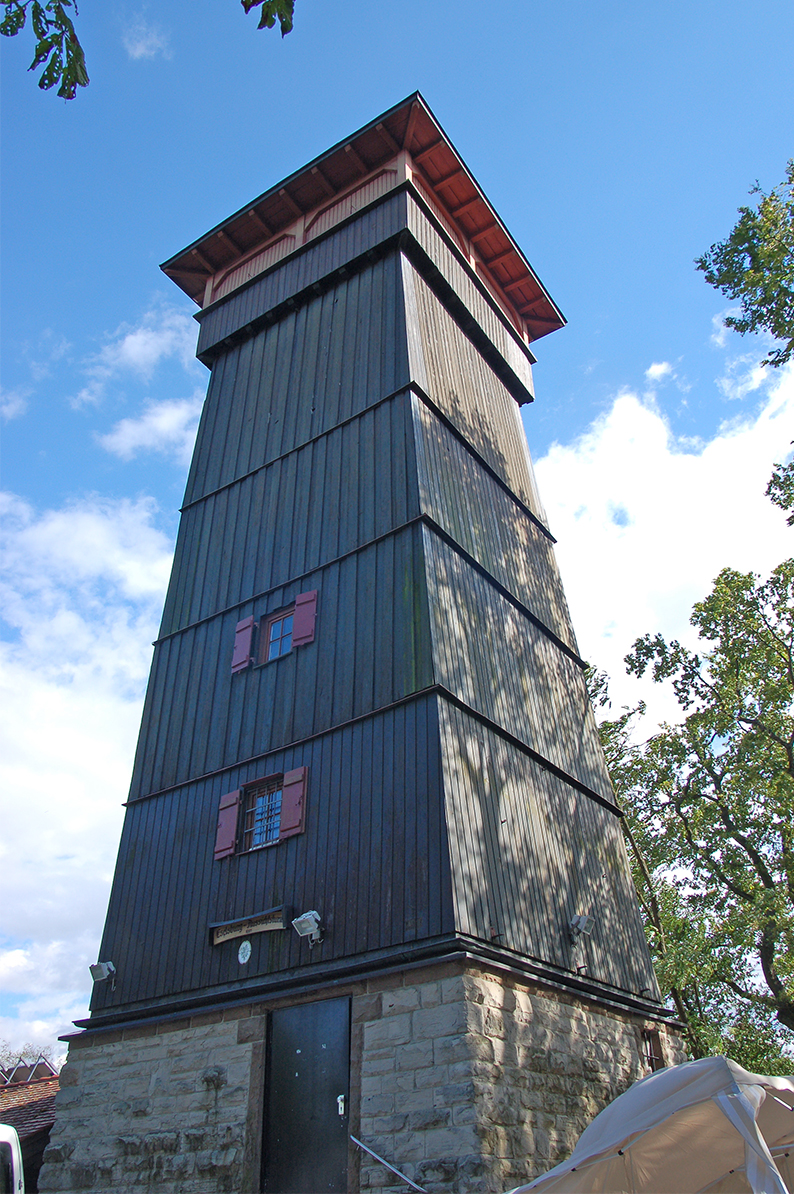
エーゼルスブルク塔
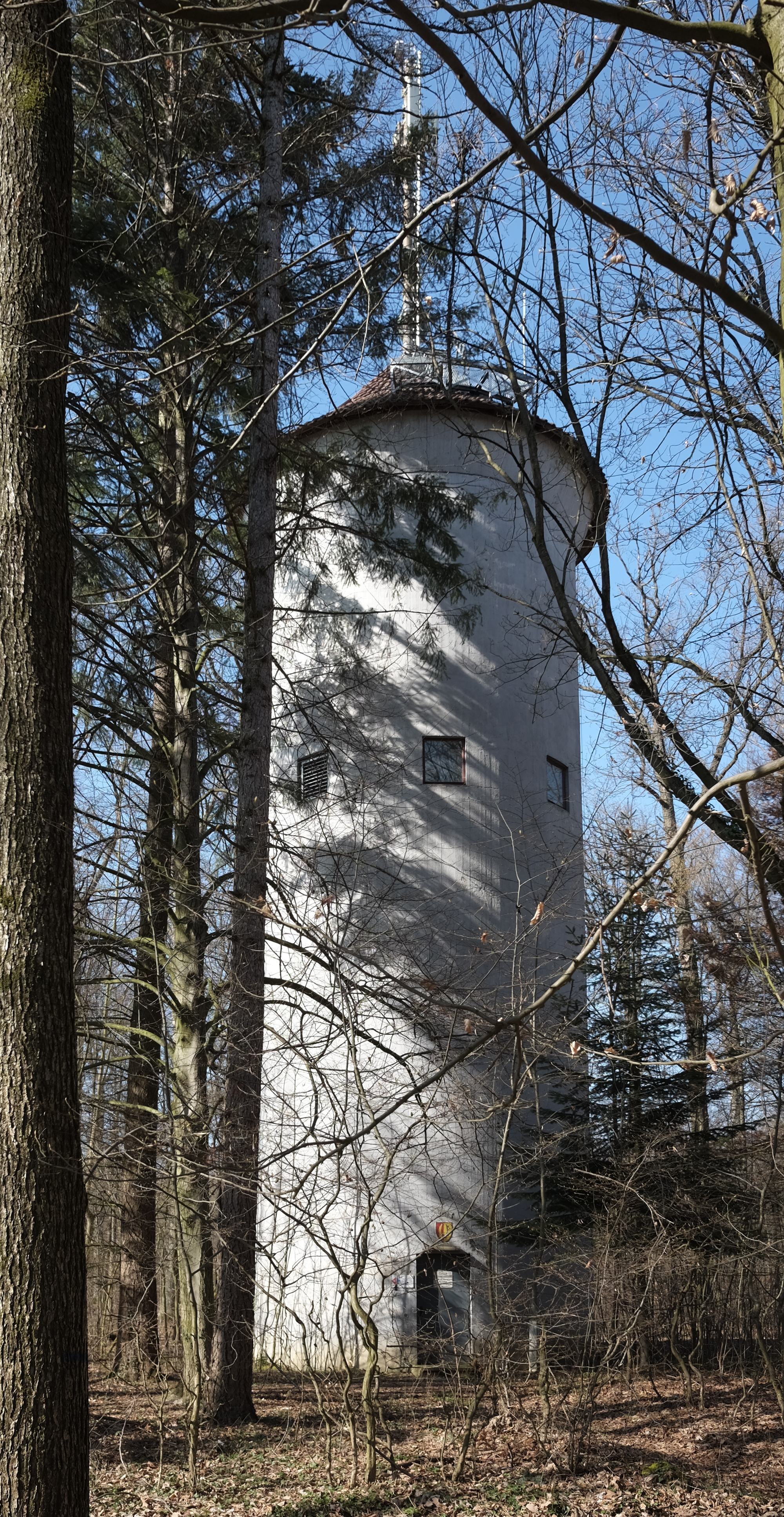
プルファーディンゲンの水道塔

### スポーツ
TV ファイインゲン/エンツは、ファウストボール2007/2008屋内シーズンおよび2008フィールドシーズンのドイツチャンピオンであり、2009年1月11日にはヨーロッパ杯屋内部門で優勝した。
ファイインゲン・アン・デア・エンツ航空スポーツクラブは、シュトロムベルク・ギムナジウム近辺のヴァイトフェルトでグライダースポーツを活発に行っており、5月から10月までのシーズンには、パフォーマンス飛行やコース飛行を支援している。
ホビー＝モデル＝スポーツ＝クラブ・ファイインゲン/エンツ e.V. (MHSV) は、シュトロムベルク・ギムナジウムに東に位置するクライングラットバッハ・ヴァイトフェルトに模型飛行機の飛行場を有している。青年グループもあり、DMFV ユーゲントフリーゲンを開催している。

### 年中行事
- ファイインゲンのマイエンターク（聖霊降臨祭の週末）
- JGR の青年の週末（6月）
- ロスヴァーク市区のリンデンフェスト（7月の第1日曜日）
- ファイインゲンの街道祭（8月/9月）1973年から
- ファイインゲンのクリスマスマーケット（11月/12月）1974年から
- ファイインゲンのクレーマーマルクト（伝統的に年5回開催される）
- ホルハイムの聖霊降臨祭の市（聖霊降臨祭の月曜日）
- ロスヴァークの秋祭り（9月の第2週末）

## 経済と社会資本

### 地元企業
キャンディー製造業者ユングは、1828年に市内中心部で創業されたドイツで最も古いキャンディー製造業者の1つである。1980年代にクライングラットバッハの新しい社屋に移転し、1999年には旧ファイインゲン/エンツ駅近く（クライングラットバッハ地区）に直営販売所とキャンディー博物館を新設した。家電製造業者ファキルやパンチング工場の Dr. カール・バウシュ GmbH & Co. もファイインゲンで製造を行っている。
ファイインゲンは1973年までファイインゲン郡立貯蓄銀行の本店所在地であった。この銀行は、1973年の郡域再編に伴い、ルートヴィヒスブルク郡立貯蓄銀行に吸収合併された。ルートヴィヒスブルク郡立貯蓄銀行は、市内に9店の支店を有している。ファイインゲンは、18支店と4つのセルフサービス支店および法人顧客センターを含む地域統括本部の所在地である。

### フェアトレード都市
ファイインゲンは、2012年10月にフェアトレード章を授与された。

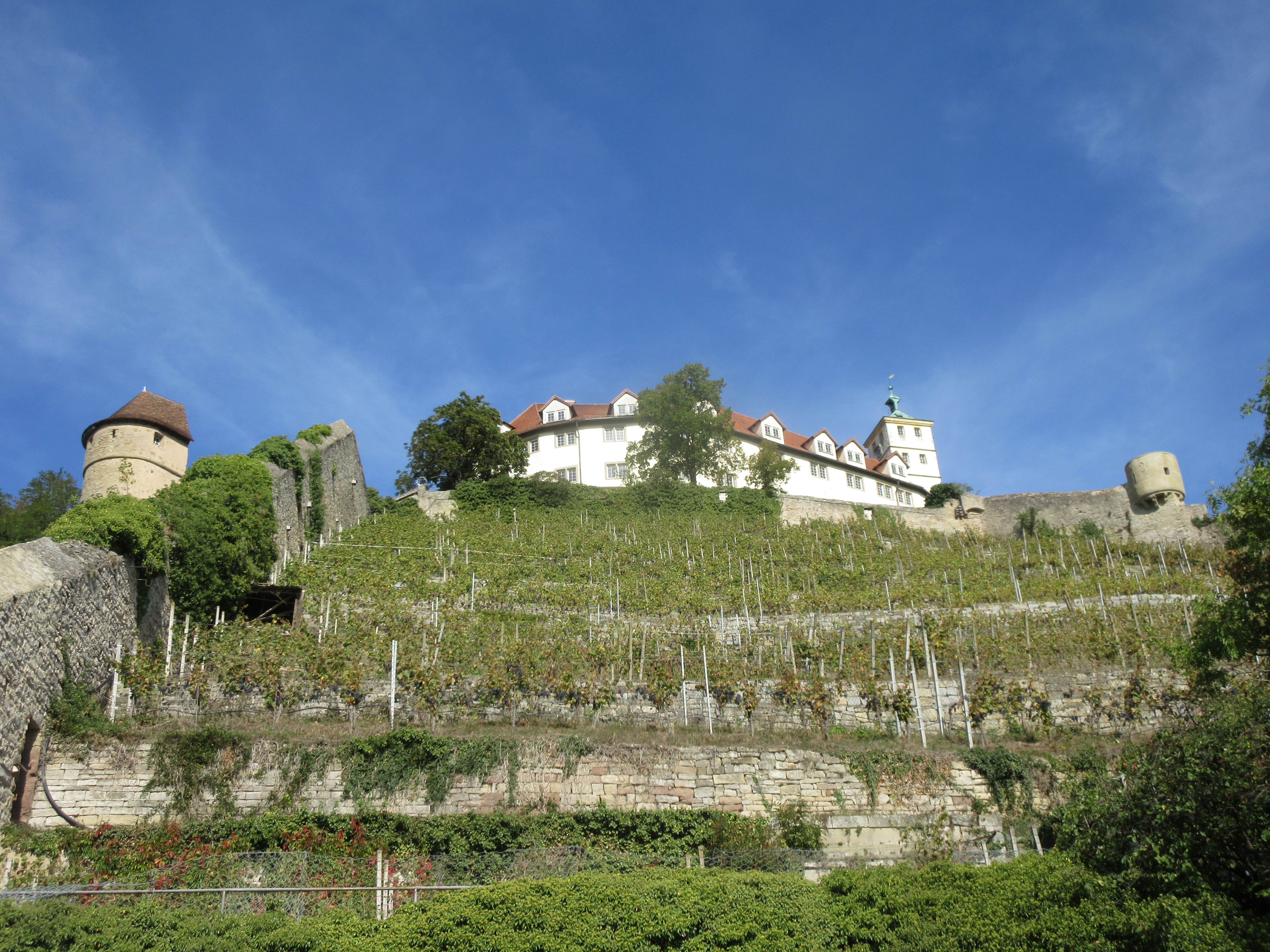
カルテンシュタイン城の麓にもブドウ畑が広がる

### ワイン造り
ファイインゲンは、ヴュルテンベルク・ワイン地区のヴュルテンベルク・ウンターラント地域シュトロムベルク大地区に属すワインの街である。

### 交通

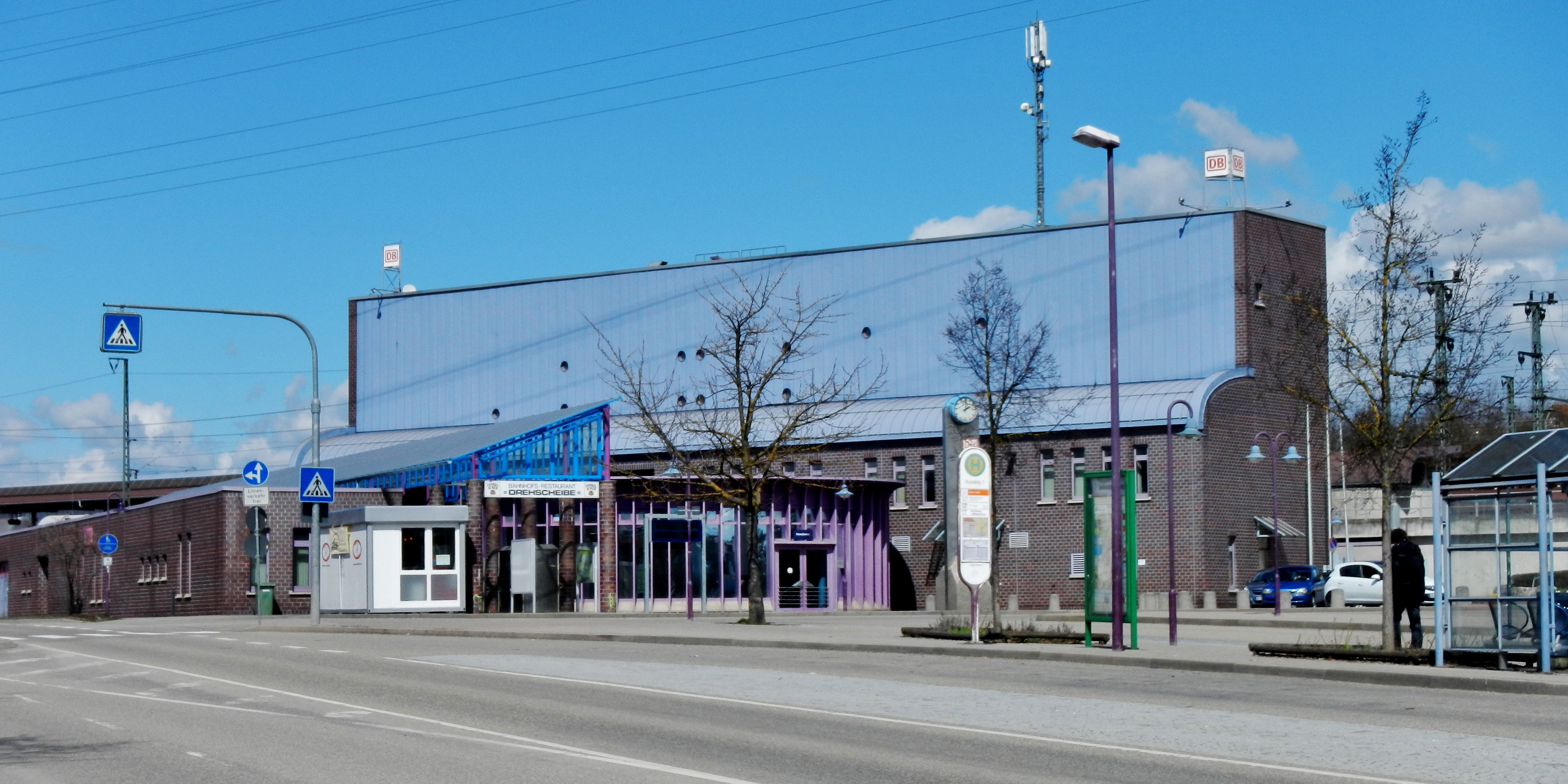
ファイインゲン・アン・デア・エンツ駅

ファイインゲンは、連邦道 B10号線のプフォルツハイム - シュトゥットガルト間に面している。この道路を利用して東に約20分で連邦アウトバーン A81号線シュトゥットガルト - ハイルブロン間（シュトゥットガルト＝ツッフェンハウゼン・インターチェンジ）にアクセス可能である。西はミュールアッカー経由約20分で、A8号線（プフォルツハイム東シンターチェンジ）に到達する。
鉄道に関しては、ファイインゲンは高速鉄道マンハイム - シュトゥットガルト線および西部線 シュトゥットガルト - ビーティヒハイム＝ビシンゲン (エンツ) - ミュールアッカー - ブルッフザール線が利用できる。両路線は1991年から新しいファイインゲン (エンツ) 駅で交差している。
高速鉄道を利用すると、15分から17分でシュトゥットガルトに到着することができる。ファイインゲンには、2時間ごとに運行するインターシティー 61 カールスルーエ - シュトゥットガルト - ニュルンベルクが停車する。この列車は、高速 IRE-ツークフェアビンドゥングが運営しており、シュトゥットガルトとカールスルーエの間をパターンダイヤで運行している。
ファイインゲン・シュタットバーンと呼ばれるのは、2002年に廃止された支線である。エンツヴァイインゲンまでの廃止された線路施設は自然に放置されている。この路線はファイインゲン/エンツと南に位置するエンツヴァイインゲンとを結んでおり、ヴァイインゲン駅が移転する以前は、北のヴェストバーンに接続していた。この路線は、ヴュルテンベルク鉄道会社が運営していた。
公共近郊旅客交通 (ÖPNV) は、東方面へはシュトゥットガルト交通・運賃連合 (VVS)、西方面へはプフォルツハイム＝エンツクライス交通連合 (VPE) と連携している。鉄道路線は、カールスルーエ交通連盟 (KVV) と提携している。
ファイインゲン・アン・デア・エンツ市は、2010年7月3日に、ドイツやオーストリアに導入される ICE T に対する援助協力に参加した。

### メディア
ファイインゲンでは、「ファイインガー・クライスツァイトゥング」が日刊紙として刊行されている。この新聞は元々「グレンツ＝ボーテ、アムツ・ウント・インテリゲンツブラット・フュア・オーバーエムター・ファイインゲン・ウント・マウルブロン」という名称で、後に「デア・エンツ＝ボーテ」と改称され、1968年から現在の名称となった。
市北部の技術市庁舎から、SWR 2 のラジオ放送が、96.2 MHz で放送されている。

### 公的施設
ファイインゲン・アン・デア・エンツは、シュトゥットガルト上級地方裁判所ハイルブロン地方裁判所の下位に位置づけられるファイインゲン・アン・デア・エンツ区裁判所の所在地である。また、公証人役場やルートヴィヒスブルク郡の支所（自動車登録所など）がある。
本市はヴュルテンベルクの福音主義地方教会ファイインゲン教会管区の本部所在地である。
ファイインゲン/エンツ消防団は、9つの分団で形成されている。すなわち、ファイインゲン・アン・デア・エンツ市の各市区に分団がある。

### 教育
ファイインゲン・アン・デア・エンツにはギムナジウムが2校（フリードリヒ＝アーベル＝ギムナジウムとシュトロムベルク＝ギムナジウム）、実科学校が2校（フェルディナント＝シュタインバイス実科学校とオットマール＝メルゲンターラー実科学校クライングラットバッハ）、養護学校1校（ヴィルヘルム＝ファイル＝シューレ）、ヴェルクレアルシューレ課程を有する基礎課程・本課程学校が3校（エンツヴァイインゲン、クライングラットバッハ、ファイインゲン・アン・デア・エンツ中核市区）と、アウリヒ、エンジンゲン、ギュンデルバッハ、ホルハイム、リート、ロスヴァークに1校ずつ基礎課程学校がある。
この他に、ヴァルドルフ幼稚園を有する自由ヴァルドルフ学園ファイインゲンおよび私立のファイインゲン＝ミュールアッカー生活援助協会 e.V. の精神障害児のための学習幼稚園がある。

## 人物

### 出身者
- ヨハン・アダム・オシアンダー（1622年 - 1697年）ルター派神学者
- ヨハン・ヤーコプ・ツィンマーマン（ドイツ語版、英語版）（1642年 - 1693年）天文学者
- ジェレミアス・フリードリヒ・ロイス（ドイツ語版、英語版）（1700年 - 1777年）神学者
- ヨハン・フリードリヒ・フォン・アーベル（ドイツ語版、英語版）（1751年 - 1829年）哲学者
- クリストファー・メミンジャー（1803年 - 1888年）アメリカ合衆国の初代財務長官
- カール・フォン・ゲロック（ドイツ語版、英語版）（1815年 - 1890年）神学者、詩人
- コンスタンティン・フォン・ノイラート（1873年 - 1956年）ナチの政治家
- フリードリッヒ・ケルナー（1885年 - 1970年）ドイツのナチ時代の司法監査官および記録文書の著者
- ハートヴィッヒ・ガウダー（1954年 - 2020年）陸上競技選手、1980年モスクワオリンピック 50 km 競歩金メダリスト
- ハーラルト・フーダック（1957年 - ）陸上競技選手（中距離走者）

### ゆかりの人物
- ヨハン・ヴァレンティン・アンドレーエ（1586年 - 1654年）神学者、1614年から1620年までファイインゲンの助祭を務めた。

## 関連図書
- Vaihinger Köpfe. Biographische Porträts aus fünf Jahrhunderten. Vaihingen: Stadt Vaihingen. (1993)
- Gudrun Aker et al (2013). Evangelischen Kirchengemeinde Vaihingen an der Enz anlässlich der Grundsteinlegung der Stadtkirchen-Erweiterung vor 500 Jahren. ed. Die Stadtkirche in Vaihingen an der Enz. Kirchliches Leben unter dem Kaltenstein in acht Jahrhunderten. Vaihingen
- Lothar Behr et al, ed (2001). Geschichte der Stadt Vaihingen an der Enz. Vaihingen
- Erich Keyser, ed (1961). Württembergisches Städtebuch; Band IV Teilband Baden-Württemberg Band 2 aus "Deutsches Städtebuch. Handbuch städtischer Geschichte. Stuttgart
- Karl Eduard Paulus (1856). Königlichen topographischen Bureau. ed. Beschreibung des Oberamts Vaihingen. Stuttgart

### 訳注
1. ↑  中級中心 (ドイツ語: Mittelzentrum) とは、地域計画上あるいは経済政策上の都市カテゴリである。中級中心都市には病院、文化施設、商店街またはショッピングセンターが存在する。
2. ↑  大規模郡都市 (ドイツ語: Große Kreisstadt) の定義は州によって異なっている。バーデン＝ヴュルテンベルク州では、人口2万人以上の郡に所属する都市を意味する。
3. ↑  "ヴェルクレアルシューレ (ドイツ語: Werkrealschule) は、ドイツ内でもバーデン＝ヴュルテンベルク州特有の学校形態で、本課程学校の第9または第10学年修了の生徒から選抜で第10学年以降の中等教育クラスに進学できる制度およびその課程